# あぶない刑事
『あぶない刑事』（あぶないデカ）は、1986年10月5日から1987年9月27日にかけて日本テレビ系列で放送された連続テレビドラマ。その後、翌年にはテレビシリーズ第2作『もっとあぶない刑事』が放送された他、映画、テレビスペシャルといったシリーズ展開も行われた。「あぶデカ」または「あぶ刑事」という略称も用いられている。

## 概要
再開発を間近に控えた横浜を舞台に、神奈川県警港警察署捜査課の刑事コンビ、タカこと鷹山敏樹（舘ひろし）とユージこと大下勇次（柴田恭兵）の破天荒な活躍を描いた刑事ドラマ。
銃撃・格闘戦などのアクションシーンに加えて、トレンディドラマを思わせる軽妙な演出や、都会的なファッション性などを盛り込んだ作風が特徴。それまでの刑事ドラマの視聴者層とは異なる若年層を中心に社会現象的なヒットとなり、足掛け30年以上にわたって断続的に劇場映画などのシリーズ展開が行われている。
テレビシリーズは基本的に一話完結型であるが、シリーズの横軸として、広域暴力団「銀星会」との敵対関係も描かれている（後述）。各回につけられるサブタイトルは必ず二字熟語となっている。

## シリーズ展開

### 1980年代
1986年10月、テレビシリーズ第1作となる『あぶない刑事』が毎週日曜夜9時枠で放送開始。当初は2クール（半年間）で終了の予定だったが、回を重ねるごとに注目を集め、さらに2クール延長。結果1987年9月までの1年間放送された。この成功を受け、後番組には当初同じセントラル・アーツ製作による『あきれた刑事』が準備されていたが、1987年10月期の改編によるドラマ枠移動に伴って『あきれた刑事』は水曜20時放送となり、1966年1月スタートの『0011ナポレオン・ソロ』（第1シリーズ）以来4度の中断期間を置きながら通算21年9ヶ月放送された日曜21時の連続ドラマ枠は、本作を最後に事実上の廃枠となっている。
同年12月にはテレビシリーズの余勢を駆って、劇場映画第1作『あぶない刑事』が公開。配収は15億円を稼ぎ、1988年の正月映画第1位、同年邦画配収第3位のヒットを記録した。
1988年夏、劇場映画第2作『またまたあぶない刑事』が公開。同年秋からスタートのテレビシリーズ第2作『もっとあぶない刑事』放送に先駆ける形での公開であった。テレビシリーズ第2作は金曜夜8時枠に時間帯を移して2クール（半年間）放送、それに続く形で公開された劇場映画第3作『もっともあぶない刑事』をもってシリーズは一旦の区切りを迎えた。

### 1990年代
続編を望む声に応え、『もっともあぶない刑事』から7年後の1996年秋、10周年記念として当時の主なオリジナルキャストが再結集する形で劇場映画第4作『あぶない刑事リターンズ』が公開された。これまでのシリーズ共通の敵組織だった広域暴力団・銀星会が『もっともあぶない刑事』で壊滅したため、新たな敵として、カルト犯罪組織が据えられている。舞台である横浜市中心部・とりわけ桜木町周辺の風景は休止期間中に完成した横浜みなとみらい21などの大規模な再開発事業や、ランドマークタワーや横浜ベイブリッジや本作の舞台の一つとなった横浜グランドインターコンチネンタルホテル等によって大幅に変貌している。一方、関内、石川町、伊勢佐木町、横浜中華街、中村川、横浜元町、山手、山下公園など、長年シリーズの舞台となってきたエリアは比較的7年前の姿を2025年現在も含めてとどめている。
『リターンズ』の一定の成功により、2年後の1998年秋、テレビと映画のメディアミックスによる『あぶない刑事フォーエヴァー』を制作。前編を『TVスペシャル'98』としてテレビ放送し、後編は劇場映画第5作『THE MOVIE』として公開された。

### 2000年代
劇場映画第5作『あぶない刑事フォーエヴァー』から7年後の2005年3月17日、劇場映画第6作『まだまだあぶない刑事』が同日からクランクインすることが一部スポーツ紙により明らかになった。公開日は同年10月22日。
公開日である2005年10月は、シリーズ開始20年目突入の節目に当たったため、過去20年分のデータを収めたムック本や、過去の映画作品のサウンドトラックのコンプリートボックスなどが公開時期に併せて発売された。

### 2010年代
2015年2月、東映ラインナップ発表会にて劇場映画第7作『さらばあぶない刑事』の製作発表とともに、本作を最後としたシリーズの完結が宣言された。公開日は2016年1月30日。

### 2020年代
2023年11月1日に都内で行われた製作発表会見にて、8年ぶりの新作となる劇場映画第8作『帰ってきた あぶない刑事』が2024年5月24日に全国公開されることが発表された。
BS日テレでは、2024年4月3日から6月11日まで『あぶない刑事』が放送され、6月12日から7月16日まで『もっとあぶない刑事』が放送された。

## 劇中用語
港警察署
主人公の鷹山と大下が勤務している警察署。横浜市中区本牧にある設定で、管轄区域は横浜市中区の伊勢佐木町、関内、山手、本牧、根岸エリアである。シリーズ開始時に正面玄関に掲げられていた施設サインは「神奈川県警察港警察署」だったが、『まだまだあぶない刑事』以降は「横浜港警察署」に改められ、みなとみらいエリアも管轄区域に加わっている。署内は『まだまだあぶない刑事』まで一貫して受付窓口、警ら課、交通課、少年課、捜査課、通信指令室、取調室が全て1階正面フロアに配置されていたが、『さらばあぶない刑事』では中区尾上町に移転し、捜査課は庁舎最上階の独立フロアへ移された。
捜査課
鷹山と大下が配属されており、本作の主な舞台となる課。実際の警察署においては刑事課に該当すると思われるが、『さらばあぶない刑事』で劇中用小道具として製作された署内案内看板では、本課とは別に「刑事一課」「刑事二課」の表記も見られる ことから、詳細な業務内容は不明である。『もっと』第20話の劇中に登場した救急箱のラベルには「捜査一課」とも記されている。また、テレビ第1シリーズ第2話では、レギュラーメンバー以外に数名の私服捜査員の姿も確認できる。
少年課
実際の警察署では少年係に該当する（少年課は各都道府県警本部にしか存在しない）。同一フロア内で捜査課と隣接している 上、捜査課の事件に未成年が関与している場合も多いので、捜査課へ応援捜査に入ることも多い。
銀星会
横浜を拠点として、全国に系列組織を抱える広域暴力団。会長は長尾礼次郎（演：深江章喜（第10話ほか）、室田日出男（50話））。特に横浜市内における覚醒剤流通に関しては独占市場を築いており、その気脈は県警本部にも通じている。
理由は定かではないが、鷹山は銀星会壊滅に執念を燃やし、独断専行的に捜査活動を続けている（時々、大下や透、薫も絡む）ため、県警本部から近藤課長を通じて警告を受けることが多い。
『もっともあぶない刑事』を最後に壊滅状態となっていたが、『さらばあぶない刑事』では残党の伊能らが立ち上げた新興組織「闘竜会」、『帰ってきたあぶない刑事』では二代目会長の前尾源次郎の息子である海堂巧が鷹山と大下の前に立ちはだかることとなる。

## シリーズ

### テレビシリーズ

#### あぶない刑事
- 放送日時：毎週日曜日21:00 - 21:54（JST）
- 放送期間：1986年10月5日 - 1987年9月27日

スタッフ
- 企画 - 岡田晋吉（日本テレビ）、黒澤満
- プロデューサー - 初川則夫（日本テレビ）、福田慶治、伊地智啓
- 原案 - 中村良男（日本テレビ）
- 撮影 - 松村文雄、藤沢順一、浜田毅、内田清美、杉村博章、仙元誠三、宗田喜久松、柳島克己、緒方博
- 照明 - 井上幸男
- 美術 - 望月正照、木村光之
- 録音 - 佐藤泰博（石原プロモーション）、酒匂芳郎
- 整音 - 小峰信雄
- 編集 - 山田真司、川島章正、冨田功
- 記録 - 内田絢子、桑原みどり、今村治子、安藤豊子
- キャスティング - 飯塚滋
- 助監督 - 一倉治雄、成田裕介、原隆仁、伊藤裕彰、中村洋二郎、鹿島勤、祭主恭嗣、辻井孝夫、上山勝、鳥井邦男
- 制作担当者 - 服部紹男
- 音楽 - 志熊研三（サントラ盤：EPIC SONY）
- 音楽監督 - 鈴木清司
- 音楽プロデューサー - 北村篤識（日本テレビ音楽）、目黒育郎（EPIC）
- 音楽プロデューサー補 - 浦田東公（日本テレビ音楽）
- 効果 - 渡部健一（東洋音響）
- 録音スタジオ - にっかつスタジオセンター
- 広報担当 - 染井将吾（日本テレビ）
- 技闘 - 高瀬将嗣、瀬木一将（高瀬道場）、二家本辰巳
- ガン・アドバイザー - BIG SHOT
- カースタント - TA・KA
- 車輌 - 富士プロダクション
- 衣裳 - 第一衣裳
- 現像 - 東映化学
- 衣裳協力 - GARNIER、MEN'S TENORAS、鈴屋、タカキュー、KAZUTAKA KATOH、CALZTURE UOMO、BASSANO、聖林公司、ビィ・フォー
- 協力 - 日産自動車、くろがね工作所、明星電気
- 制作協力 - 東映
- 製作・著作 - セントラル・アーツ

主題歌・挿入歌
- オープニングテーマ - 作曲：舘ひろし「あぶない刑事（She's So Good）」
- エンディングテーマ - 舘ひろし「冷たい太陽」
- 挿入歌

- 柴田恭兵「RUNNING SHOT」（第10話、第12話 - 第24話）
- 柴田恭兵「WAR」（第25話 - 第40話）
- 柴田恭兵「FUGITIVE」（第41話 - 第51話）

- 参加アーティスト

- 鈴木聖美
- 小比類巻かほる
- 平塚文子
- 大滝裕子
- 鈴木雅之
- 堀川まゆみ
- トミー・スナイダー

特色
初期はハードボイルド色の強い作風で、本部・他部署との連携や無線交信のディテールなど現実の捜査活動に則した演出も随所に見られた。中期以降は徐々にコミカルさが増し、後年のようなスタイルへと変貌していった。
ロケ地である横浜市中区も、放送当時はまだ再開発が行われる前であり、新港埠頭、高島貨物駅、バンドホテル、イセザキモールのオブジェなど、後の再開発で取り壊された名所が多数登場する。

各話リスト
| 回 | 放送日         | サブタイトル | 脚本                | 監督       | 視聴率 | 備考               | 収録DVD |
| -- | -------------- | ------------ | ------------------- | ---------- | ------ | ------------------ | ------- |
| 1  | 1986年 10月5日 | 暴走         | 丸山昇一            | 長谷部安春 | 14.4%  |                    | Vol.1   |
| 2  | 10月12日       | 救出         | 那須真知子          | 手銭弘喜   | 13.5%  |                    | Vol.1   |
| 3  | 10月19日       | 挑発         | 柏原寛司            | 長谷部安春 | 14.9%  |                    | Vol.1   |
| 4  | 10月26日       | 逆転         | 大川俊道            | 手銭弘喜   | 13.4%  |                    | Vol.1   |
| 5  | 11月2日        | 襲撃         | 田部俊行            | 長谷部安春 | 14.5%  |                    | Vol.1   |
| 6  | 11月9日        | 誘惑         | 柏原寛司            | 長谷部安春 | 12.5%  |                    | Vol.1   |
| 7  | 11月16日       | 標的         | 峯尾基三            | 村川透     | 12.1%  |                    | Vol.1   |
| 8  | 11月23日       | 偽装         | 新井光              | 村川透     | 14.0%  |                    | Vol.1   |
| 9  | 11月30日       | 迎撃         | 丸山昇一            | 西村潔     | 15.5%  |                    | Vol.1   |
| 10 | 12月7日        | 激突         | 柏原寛司            | 長谷部安春 | 13.5%  | 松山ロケ           | Vol.2   |
| 11 | 12月14日       | 奇襲         | 大川俊道            | 西村潔     | 15.9%  | 松村課長途中降板   | Vol.2   |
| 12 | 12月21日       | 衝動         | 新井光              | 村川透     | 13.8%  |                    | Vol.2   |
| 13 | 12月28日       | 追跡         | 田部俊行            | 長谷部安春 | 9.6%   | 松山・東予ロケ     | Vol.2   |
| 14 | 1987年 1月4日  | 死闘         | 峯尾基三            | 村川透     | 9.8%   | 下記参照           | Vol.2   |
| 15 | 1月11日        | 説得         | 大川俊道            | 長谷部安春 | 12.6%  |                    | Vol.2   |
| 16 | 1月18日        | 誤算         | 柏原寛司            | 長谷部安春 | 15.2%  |                    | Vol.2   |
| 17 | 1月25日        | 不信         | 峯尾基三            | 村川透     | 15.3%  |                    | Vol.2   |
| 18 | 2月1日         | 興奮         | 岡芳郎              | 村川透     | 17.4%  |                    | Vol.2   |
| 19 | 2月8日         | 潜入         | 柏原寛司            | 一倉治雄   | 18.6%  |                    | Vol.3   |
| 20 | 2月15日        | 奪還         | 大川俊道            | 成田裕介   | 15.2%  |                    | Vol.3   |
| 21 | 2月22日        | 決着         | 田部俊行            | 西村潔     | 15.6%  |                    | Vol.3   |
| 22 | 3月1日         | 動揺         | 新井光              | 西村潔     | 17.4%  |                    | Vol.3   |
| 23 | 3月8日         | 策略         | 新井光              | 手銭弘喜   | 15.3%  |                    | Vol.3   |
| 24 | 3月15日        | 感傷         | 大川俊道            | 手銭弘喜   | 18.0%  |                    | Vol.3   |
| 25 | 3月22日        | 受難         | 永原秀一            | 一倉治雄   | 19.9%  |                    | Vol.3   |
| 26 | 4月5日         | 予感         | 柏原寛司            | 一倉治雄   | 13.6%  |                    | Vol.3   |
| 27 | 4月12日        | 魔性         | 田部俊行            | 村川透     | 18.9%  |                    | Vol.4   |
| 28 | 4月19日        | 決断         | 峯尾基三            | 村川透     | 16.6%  | 鷹山課長代理       | Vol.4   |
| 29 | 4月26日        | 追撃         | 日暮裕一            | 長谷部安春 | 17.4%  |                    | Vol.4   |
| 30 | 5月3日         | 黙認         | 永原秀一            | 長谷部安春 | 15.0%  |                    | Vol.4   |
| 31 | 5月10日        | 不覚         | 柏原寛司            | 原隆仁     | 19.6%  | 大島（長崎県）ロケ | Vol.4   |
| 32 | 5月17日        | 迷路         | 岡芳郎              | 成田裕介   | 20.6%  |                    | Vol.4   |
| 33 | 5月24日        | 生還         | 原隆仁 柏原寛司     | 原隆仁     | 17.6%  | 長崎・佐世保ロケ   | Vol.4   |
| 34 | 5月31日        | 変身         | 新井光              | 成田裕介   | 21.0%  |                    | Vol.4   |
| 35 | 6月7日         | 錯覚         | 佐野日出夫 田部俊行 | 西村潔     | 18.5%  |                    | Vol.4   |
| 36 | 6月14日        | 疑惑         | 大川俊道            | 西村潔     | 21.3%  |                    | Vol.5   |
| 37 | 6月21日        | 暴発         | 柏原寛司            | 手銭弘喜   | 16.9%  |                    | Vol.5   |
| 38 | 6月28日        | 独断         | 田部俊行            | 手銭弘喜   | 19.0%  |                    | Vol.5   |
| 39 | 7月5日         | 迷走         | 峯尾基三            | 村川透     | 15.4%  |                    | Vol.5   |
| 40 | 7月12日        | 温情         | 新井光              | 村川透     | 18.1%  |                    | Vol.5   |
| 41 | 7月19日        | 仰天         | 柏原寛司            | 一倉治雄   | 21.8%  |                    | Vol.5   |
| 42 | 7月26日        | 恐怖         | 大川俊道            | 一倉治雄   | 21.0%  |                    | Vol.5   |
| 43 | 8月2日         | 脱線         | 岡芳郎              | 長谷部安春 | 16.2%  |                    | Vol.5   |
| 44 | 8月9日         | 苦杯         | 永原秀一            | 長谷部安春 | 19.5%  |                    | Vol.6   |
| 45 | 8月16日        | 謹慎         | 田部俊行            | 成田裕介   | 22.9%  |                    | Vol.6   |
| 46 | 8月23日        | 脱出         | 日暮裕一            | 成田裕介   | 18.5%  |                    | Vol.6   |
| 47 | 8月30日        | 報復         | 峯尾基三            | 西村潔     | 20.3%  | 仙台ロケ           | Vol.6   |
| 48 | 9月6日         | 無謀         | いとう斗士八        | 一倉治雄   | 21.7%  |                    | Vol.6   |
| 49 | 9月13日        | 乱調         | 新井光              | 西村潔     | 21.4%  | 仙台・松島ロケ     | Vol.6   |
| 50 | 9月20日        | 狙撃         | 田部俊行            | 原隆仁     | 22.9%  |                    | Vol.6   |
| 51 | 9月27日        | 悪夢         | 大川俊道            | 原隆仁     | 21.5%  |                    | Vol.6   |

- 第14話の放送日である1月4日は『天才・たけしの元気が出るテレビ!! 120分スペシャル!!』（20:00～21:50）で、『あぶない刑事』は休止となる予定だったが、出演者の芸能活動自粛の影響により、両番組ともレギュラー編成に変更されている。

#### 総集編
もう一度あぶない刑事
- 放送日：1988年10月1日（『臨時発売!TVチャンネル愉快号』枠内）

『もっとあぶない刑事』のスタートに先駆けて制作された総集編。第1シリーズのハイライトシーンを中心に、『もっと〜』のメイキング映像や出演者インタビューなどで構成。
スタッフ
- 演出 - 成田裕介
- ナレーター - くず哲也
- 構成 - 植木幹雄、乙川常樹
- 編集 - 奥原好幸
- 記録 - 今村治子
- 取材 - 古本久之
- インタビューアー - 藤田恵子
- 選曲 - 鈴木清司
- 効果 - 糸川幸良（宮田音響）
- ビデオ編集・MA - TOVIC、にっかつスタジオセンター
- 製作・著作 - セントラル・アーツ

#### もっとあぶない刑事
- 放送日時：毎週金曜日20:00 - 20:54 (JST)
- 放送期間：1988年10月7日 - 1989年3月31日

基本的に前作と方向性に変化はないが、各人物の衣装がより豪華になったり、劇中音楽も新たに海外録音にて新録されるなどゴージャスさが増したシリーズとなった。視聴率も平均20%を超え、その人気が確固たるものとなった。なお、タイトルは『あきれた刑事』の企画時の検討タイトルを流用したもの。舘ひろし、仲村トオル、秋山武史は『ゴリラ・警視庁捜査第8班』（テレビ朝日）との掛け持ちのため、出演シーンの少ない回が散見される。
第6回ATP賞特別賞受賞作品。
スタッフ
- 企画 - 清水欣也（日本テレビ）、黒澤満
- プロデューサー - 初川則夫（日本テレビ）、伊地智啓（キティフィルム）、服部紹男
- 撮影 - 内田清美、宗田喜久松、柳島克己
- 照明 - 井上幸男
- 録音 - 佐藤泰博（石原プロモーション）、木村瑛二
- 整音 - 小峰信雄
- 美術 - 小林正義
- 編集 - 山田真司、島村泰司（ビジョン・スギモト）
- キャスティング - 飯塚滋
- 記録 - 桑原みどり、今村治子、竹田宏子
- 助監督（チーフ） - 鹿島勤、辻井孝夫
- 製作担当者 - 市川幸嗣、大塚泰之
- 音楽 - 志熊研三（サントラ盤：フォーライフ）
- 音楽監督 - 鈴木清司
- 助監督 - 児玉宜久、鳥井邦男、隅田靖
- 撮影助手 - 田中潤、相馬健司
- 照明助手 - 斉藤志伸、平良昌才、関根謙一、野崎勇雄
- 録音助手 - 土屋和之、白取貢、柿沢潔、阿部茂
- 編集助手 - 島村泰司、米山幹一、太田義則
- ネガ編集 - 藤山伊世子
- 効果 - 渡部健一（東洋音響カモメ）
- 装飾 - 遠藤光男、大坂和美、伊木昭夫、大石誠
- 衣装 - 斉藤昌美（第一衣裳）
- メイク - 大塚隆康
- スチール - 三村和仁
- 演技事務 - 河合啓一、山田昌幸、斉藤勇司
- 制作進行 - 益岡正志、氏家英樹
- 録音スタジオ - にっかつスタジオセンター
- 技闘 - 高瀬将嗣（高瀬道場）
- ガン・アドバイザー - BIG SHOT
- 現像・テレシネ - 東映化学（ファインネガ・ビデオシステム）
- 協力 - 日産自動車、LIGHT STAFF、くろがね工作所、NEW MGC、ACE、銀座かねまつ
- 制作協力 - 東映
- 製作・著作 - セントラル・アーツ

主題歌・挿入歌
- オープニングテーマ - 作曲：舘ひろし「あぶない刑事（She's So Good）」
- エンディングテーマ - 舘ひろし「翼を拡げて -open your heart-」
- 挿入歌 - 柴田恭兵「TRASH」

各話リスト
| 回 | 放送日         | サブタイトル | 脚本              | 監督       | 視聴率 | 備考                     | 収録DVD |
| -- | -------------- | ------------ | ----------------- | ---------- | ------ | ------------------------ | ------- |
| 1  | 1988年 10月7日 | 多難         | 柏原寛司          | 長谷部安春 | 21.2%  |                          | Vol.1   |
| 2  | 10月14日       | 攻防         | 岡芳郎            | 長谷部安春 | 20.1%  | 松村課長はこの回まで。   | Vol.1   |
| 3  | 10月21日       | 閉口         | 峯尾基三          | 手銭弘喜   | 21.1%  |                          | Vol.1   |
| 4  | 10月28日       | 奇策         | 新井光            | 手銭弘喜   | 20.4%  |                          | Vol.1   |
| 5  | 11月4日        | 争奪         | 田部俊行          | 成田裕介   | 24.6%  |                          | Vol.1   |
| 6  | 11月11日       | 波乱         | 柏原寛司          | 成田裕介   | 26.4%  | テレビシリーズ最高視聴率 | Vol.1   |
| 7  | 11月18日       | 減俸         | 峯尾基三          | 手銭弘喜   | 20.5%  |                          | Vol.1   |
| 8  | 11月25日       | 秘密         | 新井光            | 手銭弘喜   | 20.8%  |                          | Vol.1   |
| 9  | 12月2日        | 乱脈         | 岡芳郎            | 長谷部安春 | 18.0%  |                          | Vol.1   |
| 10 | 12月9日        | 悪戯         | 永原秀一 平野靖士 | 長谷部安春 | 20.3%  |                          | Vol.2   |
| 11 | 12月16日       | 結婚         | 柏原寛司          | 成田裕介   | 22.5%  | 函館ロケ                 | Vol.2   |
| 12 | 12月23日       | 突破         | いとう斗士八      | 原隆仁     | 21.0%  |                          | Vol.2   |
| 13 | 1989年 1月6日  | 代償         | 田部俊行          | 原隆仁     | 15.9%  |                          | Vol.2   |
| 14 | 1月13日        | 切札         | 小野蘭子          | 成田裕介   | 19.8%  |                          | Vol.2   |
| 15 | 1月20日        | 不惑         | 岡芳郎            | 一倉治雄   | 21.1%  |                          | Vol.2   |
| 16 | 1月27日        | 異変         | 峯尾基三          | 長谷部安春 | 20.7%  |                          | Vol.2   |
| 17 | 2月3日         | 乱心         | 永原秀一          | 長谷部安春 | 18.7%  |                          | Vol.2   |
| 18 | 2月10日        | 魅惑         | 峯尾基三          | 手銭弘喜   | 22.4%  | 静岡・清水ロケ           | Vol.3   |
| 19 | 2月17日        | 役得         | 平野靖士          | 手銭弘喜   | 22.2%  |                          | Vol.3   |
| 20 | 2月24日        | 迷惑         | 田部俊行          | 長谷部安春 | 18.3%  |                          | Vol.3   |
| 21 | 3月3日         | 傷口         | 新井光            | 手銭弘喜   | 18.3%  | 静岡ロケ                 | Vol.3   |
| 22 | 3月10日        | 暴露         | 児玉宜久          | 長谷部安春 | 19.4%  |                          | Vol.3   |
| 23 | 3月17日        | 心痛         | 新井光            | 一倉治雄   | 17.3%  |                          | Vol.3   |
| 24 | 3月24日        | 急転         | 岡芳郎            | 長谷部安春 | 22.3%  |                          | Vol.3   |
| 25 | 3月31日        | 一気         | 大川俊道          | 長谷部安春 | 16.7%  |                          | Vol.3   |

### テレビスペシャルドラマ
| 回 | 放送日        | タイトル                                   | 脚本              | 監督     | 視聴率 |
| -- | ------------- | ------------------------------------------ | ----------------- | -------- | ------ |
| SP | 1998年8月28日 | あぶない刑事フォーエヴァー TVスペシャル'98 | 大川俊道 柏原寛司 | 一倉治雄 | 25.7%  |

### 劇場映画
| 劇場版 | 公開 年月日     | タイトル                             | 脚本                        | 監督       |
| ------ | --------------- | ------------------------------------ | --------------------------- | ---------- |
| 第1作  | 1987年 12月12日 | あぶない刑事                         | 柏原寛司 大川俊道           | 長谷部安春 |
| 第2作  | 1988年 7月2日   | またまたあぶない刑事                 | 柏原寛司 大川俊道           | 一倉治雄   |
| 第3作  | 1989年 4月22日  | もっともあぶない刑事                 | 柏原寛司                    | 村川透     |
| 第4作  | 1996年 9月14日  | あぶない刑事リターンズ               | 柏原寛司 大川俊道           | 村川透     |
| 第5作  | 1998年 9月12日  | あぶない刑事フォーエヴァー THE MOVIE | 柏原寛司 大川俊道           | 成田裕介   |
| 第6作  | 2005年 10月22日 | まだまだあぶない刑事                 | 柏原寛司 大川俊道           | 鳥井邦男   |
| 第7作  | 2016年 1月30日  | さらば あぶない刑事                  | 柏原寛司 （協力：武藤将吾） | 村川透     |
| 第8作  | 2024年 5月24日  | 帰ってきた あぶない刑事              | 大川俊道 岡芳郎             | 原廣利     |

### 劇場映画興行収入
| 劇場版 | 公開 年月日     | タイトル                             | 興行収入                                          |
| ------ | --------------- | ------------------------------------ | ------------------------------------------------- |
| 第1作  | 1987年 12月12日 | あぶない刑事                         | 26億円 （同時上映『七福星』）                     |
| 第2作  | 1988年 7月2日   | またまたあぶない刑事                 | 18億円 （同時上映『・ふ・た・り・ぼ・っ・ち・』） |
| 第3作  | 1989年 4月22日  | もっともあぶない刑事                 | 12億円                                            |
| 第4作  | 1996年 9月14日  | あぶない刑事リターンズ               | 9億1000万円                                       |
| 第5作  | 1998年 9月12日  | あぶない刑事フォーエヴァー THE MOVIE | 8億8000万円                                       |
| 第6作  | 2005年 10月22日 | まだまだあぶない刑事                 | 8億1000万円                                       |
| 第7作  | 2016年 1月30日  | さらば あぶない刑事                  | 16億2500万円                                      |
| 第8作  | 2024年 5月24日  | 帰ってきた あぶない刑事              | 16億4000万円                                      |

## 放映ネット局
系列は当時の系列。
| 放送対象地域  | 放送局             | 系列                                         | 備考                                               |
| ------------- | ------------------ | -------------------------------------------- | -------------------------------------------------- |
| 関東広域圏    | 日本テレビ         | 日本テレビ系列                               | キー局                                             |
| 北海道        | 札幌テレビ         | 日本テレビ系列                               |                                                    |
| 青森県        | 青森放送           | 日本テレビ系列 テレビ朝日系列                |                                                    |
| 岩手県        | テレビ岩手         | 日本テレビ系列                               |                                                    |
| 宮城県        | ミヤギテレビ       | 日本テレビ系列                               |                                                    |
| 秋田県        | 秋田放送           | 日本テレビ系列                               |                                                    |
| 山形県        | 山形テレビ         | フジテレビ系列                               | 1作目のみ、遅れネット                              |
| 山形県        | 山形放送           | 日本テレビ系列 テレビ朝日系列                | 『もっと』のみ                                     |
| 福島県        | 福島中央テレビ     | 日本テレビ系列                               |                                                    |
| 山梨県        | 山梨放送           | 日本テレビ系列                               |                                                    |
| 新潟県        | テレビ新潟         | 日本テレビ系列                               |                                                    |
| 長野県        | 信越放送           | TBS系列                                      | 1作目のみ、遅れネット                              |
| 長野県        | テレビ信州         | 日本テレビ系列 テレビ朝日系列                | 『もっと』のみ                                     |
| 静岡県        | 静岡第一テレビ     | 日本テレビ系列                               |                                                    |
| 富山県        | 北日本放送         | 日本テレビ系列                               |                                                    |
| 石川県        | 北陸放送           | TBS系列                                      | 遅れネット                                         |
| 福井県        | 福井放送           | 日本テレビ系列                               |                                                    |
| 中京広域圏    | 中京テレビ         | 日本テレビ系列                               |                                                    |
| 近畿広域圏    | 読売テレビ         | 日本テレビ系列                               |                                                    |
| 鳥取県 島根県 | 日本海テレビ       | 日本テレビ系列                               | 第1作は遅れネット                                  |
| 広島県        | 広島テレビ         | 日本テレビ系列                               |                                                    |
| 山口県        | 山口放送           | 日本テレビ系列 テレビ朝日系列                |                                                    |
| 徳島県        | 四国放送           | 日本テレビ系列                               |                                                    |
| 岡山県 香川県 | 西日本放送         | 日本テレビ系列                               |                                                    |
| 愛媛県        | 南海放送           | 日本テレビ系列                               |                                                    |
| 高知県        | 高知放送           | 日本テレビ系列                               |                                                    |
| 福岡県        | 福岡放送           | 日本テレビ系列                               |                                                    |
| 長崎県        | テレビ長崎         | 日本テレビ系列 フジテレビ系列                |                                                    |
| 熊本県        | くまもと県民テレビ | 日本テレビ系列                               |                                                    |
| 大分県        | テレビ大分         | 日本テレビ系列 フジテレビ系列 テレビ朝日系列 |                                                    |
| 宮崎県        | テレビ宮崎         | 日本テレビ系列 フジテレビ系列 テレビ朝日系列 |                                                    |
| 鹿児島県      | 鹿児島テレビ       | 日本テレビ系列 フジテレビ系列                | 1作目は日曜深夜に遅れネット 『もっと』は同時ネット |
| 沖縄県        | 琉球放送           | TBS系列                                      | 1作目のみ、遅れネット                              |
| 沖縄県        | 沖縄テレビ         | フジテレビ系列                               | 『もっと』のみ、遅れネット                         |

## 遠方ロケ（テレビシリーズのみ）
遠方を舞台とした回がいくつかある。遠方ロケは都合5回行われた。港町・横浜と釣り合いを保つためか趣のある中小港湾都市や地方中枢都市が多く、三大都市が舞台の回はない。
各地では、横浜同様実際の街並みが効果的に使用され、実在の地名、施設名などがセリフの中に登場する。
どの回も地元関係者の多大な協力が得られており、本線走行中の路面電車でのアクションシーンや本物の警察署や交番で撮影している回もみられる。

### あぶない刑事（遠方ロケ）

#### 松山など
製作協力：松山市観光課、菊間町（現・今治市）商工観光課

車両提供：愛媛日産モーター（激突）、（旧）愛媛日産自動車（追跡）（ともに現・（新）愛媛日産自動車）
- 第10話「激突」：愛媛県松山市

ロケ地：松山全日空ホテル（現・ANAクラウンプラザホテル松山）、道後温泉ニュー宝荘、全日空、松山空港、伊予鉄道、伊予鉄タクシー、松山市営球場、松山城、松山城山ロープウェイ、松山赤十字病院、太陽石油松山空港通り給油所（現・太陽石油販売 SOLATOセルフ空港給油所）、伊予かすり会館、愛媛県警松山東警察署など
- 第13話「追跡」：愛媛県松山市、菊間町

ロケ地：松山全日空ホテル、道後温泉ニュー宝荘、全日空、松山空港、伊予鉄道松山市駅、道後温泉駅、伊予鉄道松山市内線電車、道後温泉本館、道後ネオン坂、道後公園、太陽石油菊間製油所（現・四国事業所）・松山空港通り給油所、一六タルト、三津浜港、愛媛県警松山東警察署など
※当時、地元系列局である南海放送（RNB）では、ロケ模様を紹介するミニ番組が製作されたり、ローカルニュースやラジオ番組でもロケの模様が取り上げられた。
※13話の劇中に登場した松山警察署は、実際の松山東警察署の庁舎とパトカーを使用して撮影された。また同回では、RNBアナウンサー戒田節子が端役で出演した。

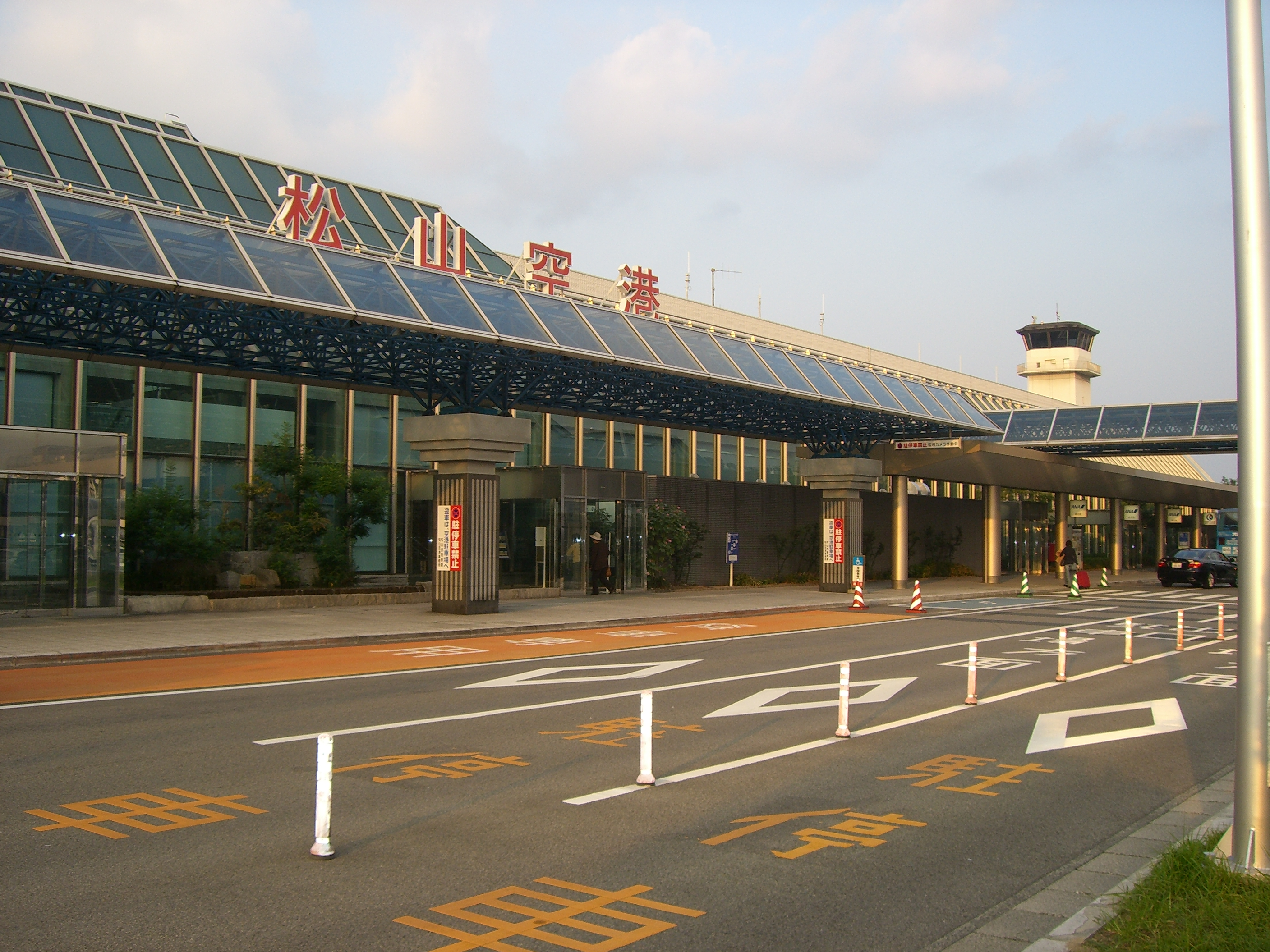
松山空港ターミナルビル（建替後）
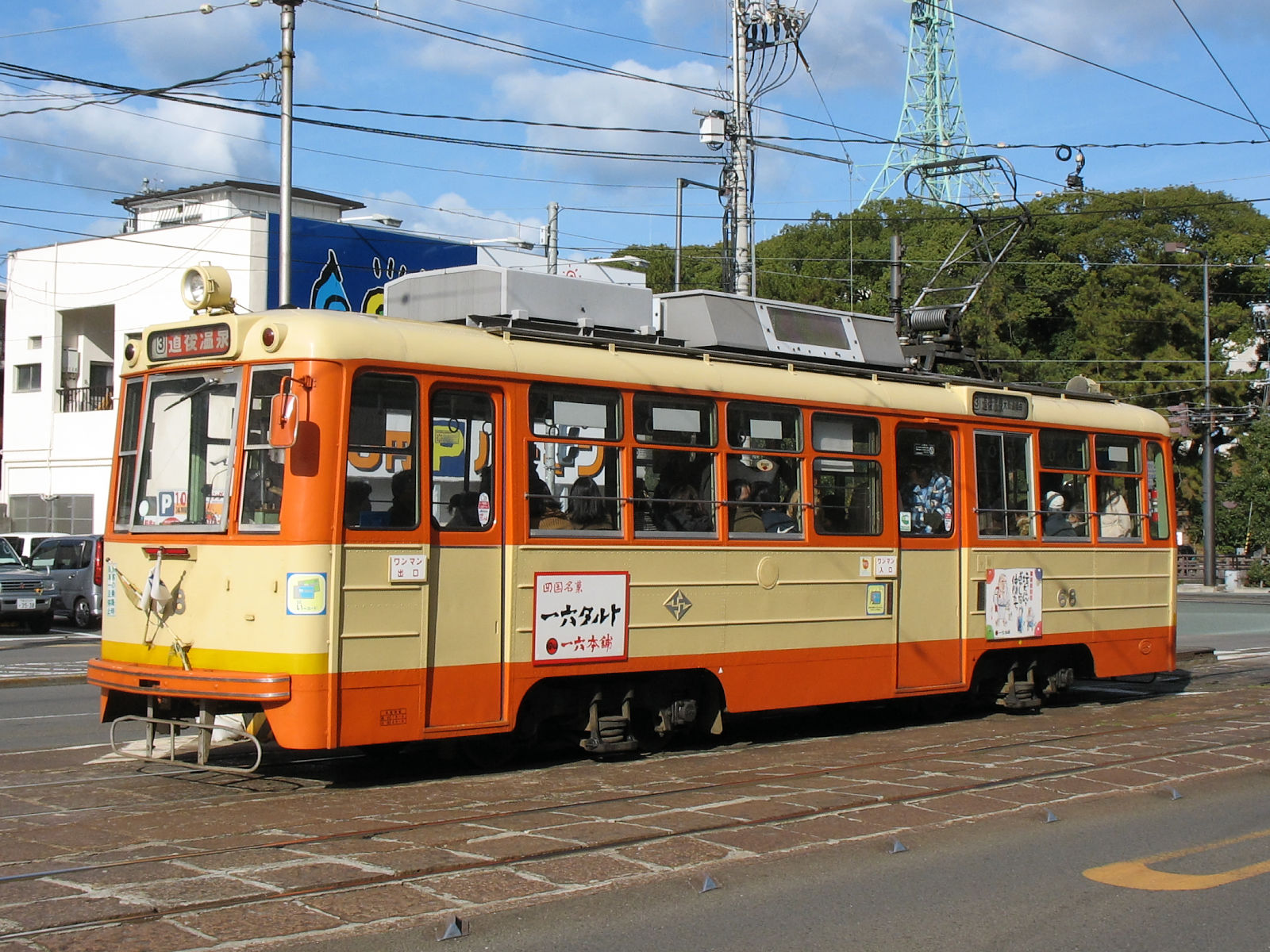
伊予鉄道松山市内線の電車
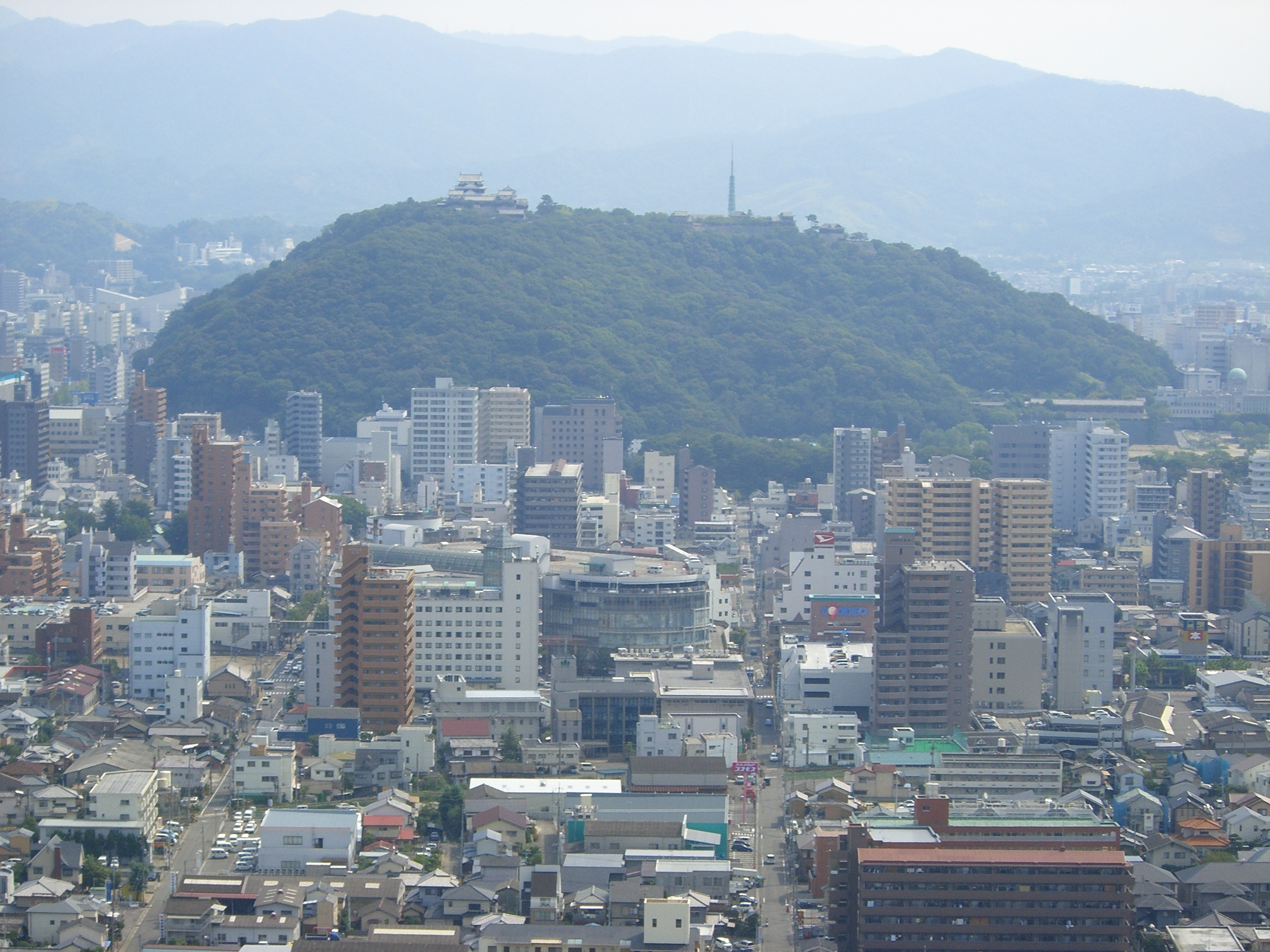
松山総合公園展望台から見た松山城
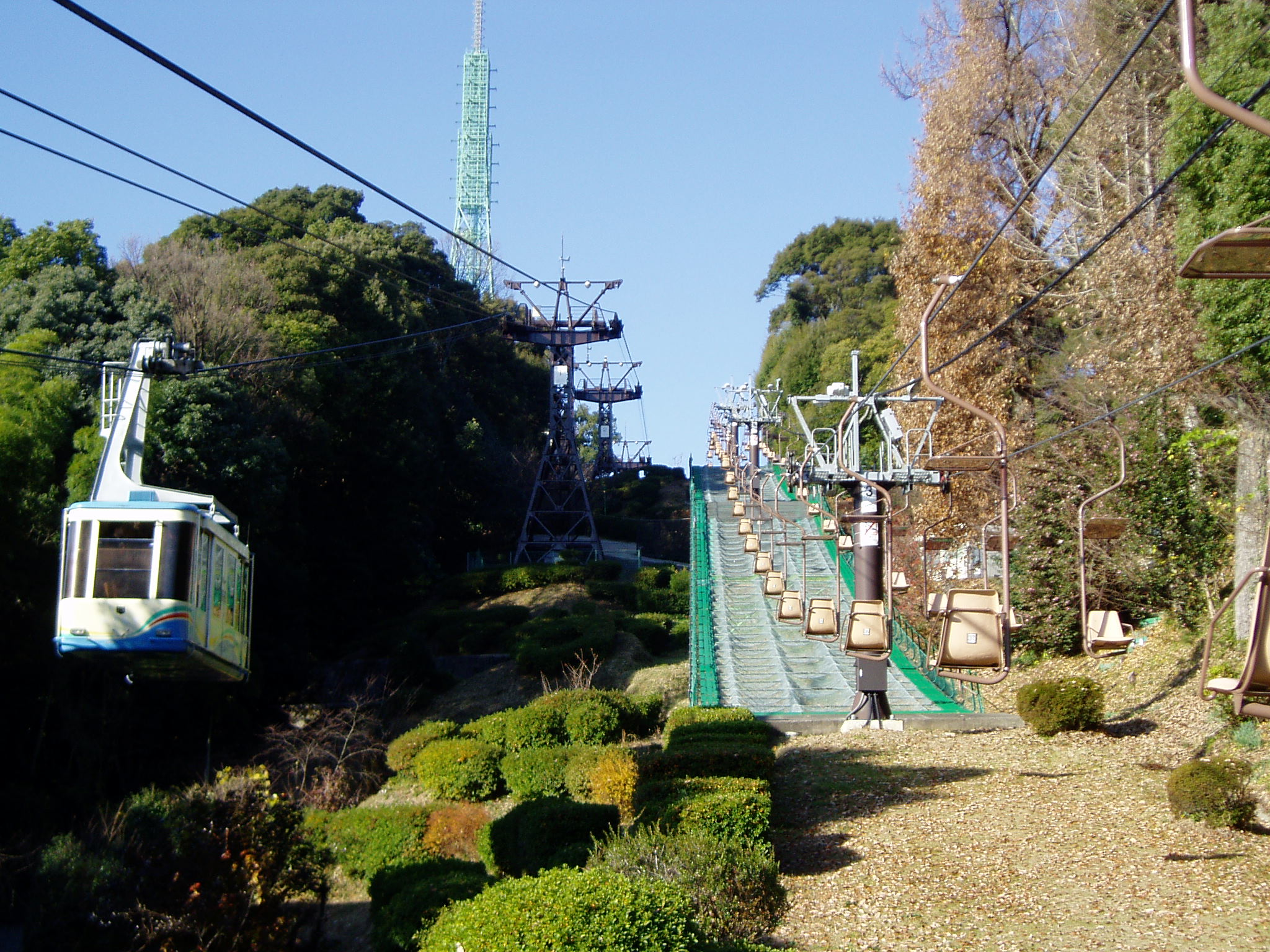
松山城山ロープウェイとリフト

|大島町

#### 長崎・佐世保など
製作協力：佐世保市観光課、大島町（現・長崎県西海市）観光部、西彼町（現・長崎県西海市）

車両提供：日産サニー長崎
- 第31話「不覚」：長崎県長崎市、大島町、西彼町

ロケ地：大島アイランドホテル、東亜国内航空、長崎空港、大島造船所、長崎大島醸造、長崎オランダ村、崎戸炭鉱跡など
- 第33話「生還」：長崎県長崎市、佐世保市、時津町

ロケ地：長崎センチュリーホテル、東亜国内航空、長崎空港、下京町、PAGE-HOUSE（ブティック）、長崎バイオパーク、長崎県警佐世保警察署京町交番、アルパマ（ヨットハーバー）など
※第31話のロケ地のひとつである「大島造船所」は、劇場版第1作の終盤の犯人対決シーンでも使われた。
※第33話の劇中に登場した交番は、本物の佐世保警察署京町派出所を使用して撮影された。
※現在、長崎県の日本テレビ系列局は長崎国際テレビ（NIB）であるが、ロケ当時は開局していなかったため、日本テレビ系とフジテレビ系列のクロスネット局であったテレビ長崎（KTN）がローカル枠で、ロケ模様を紹介するミニ番組などを制作していた。 

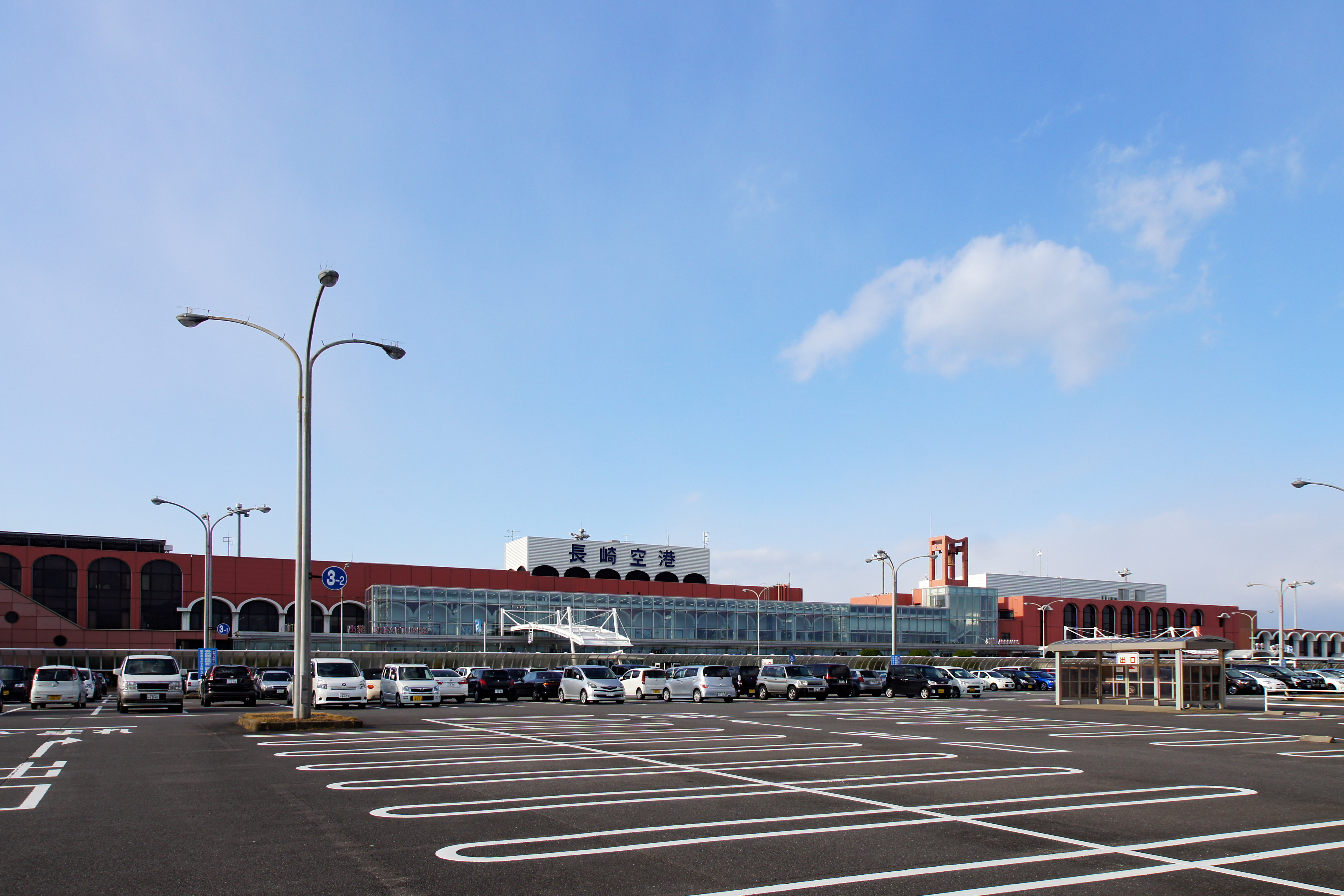
長崎空港
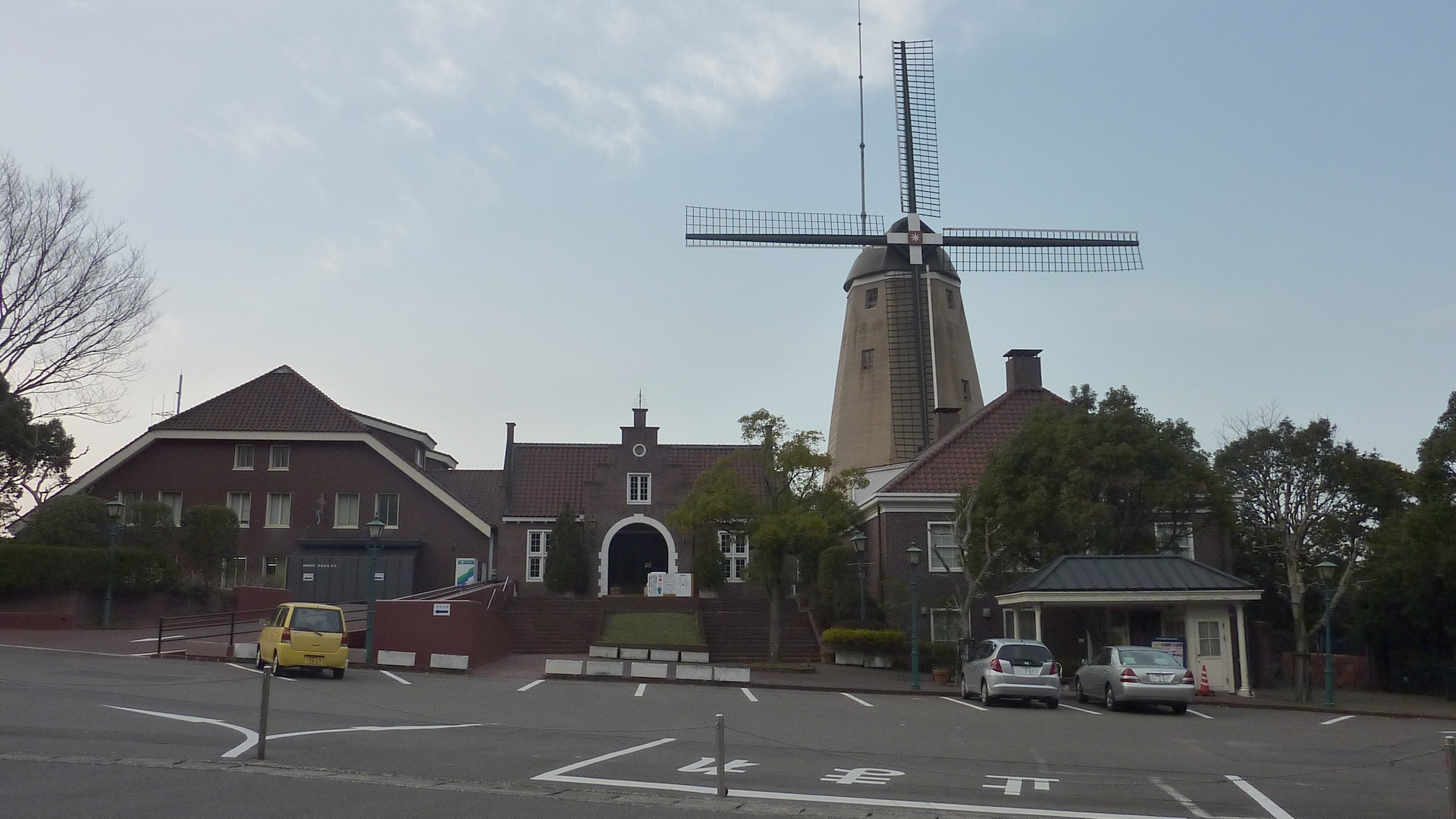
長崎オランダ村ゲート（現・西海市役所西彼総合支所）
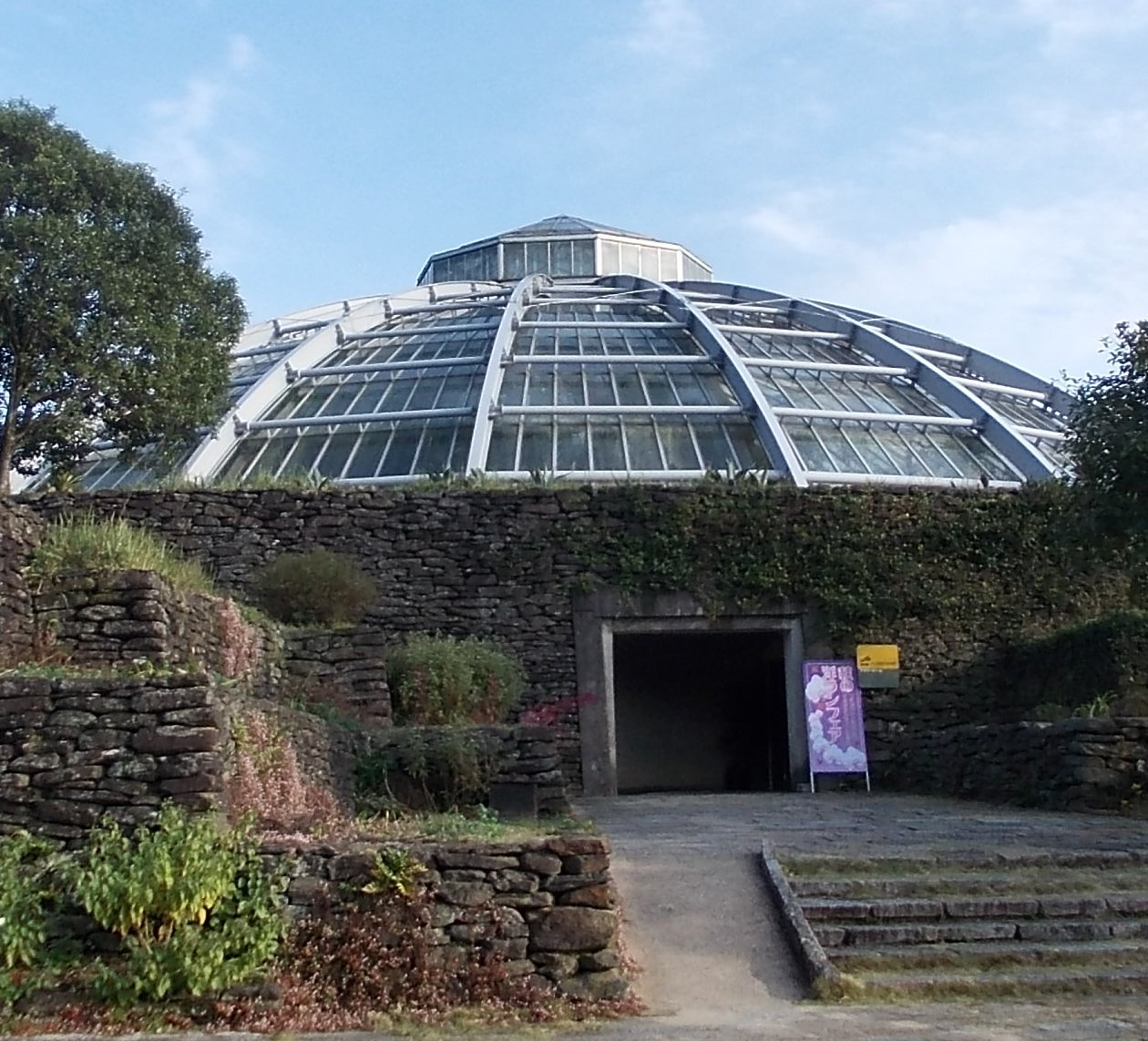
長崎バイオパークの大温室「フラワードーム」

#### 仙台・松島など
製作協力：仙台市観光課、松島町

車両提供：仙台日産モーター
- 第47話「報復」：宮城県仙台市、名取市、川崎町

ロケ地：江陽グランドホテル、仙台駅、仙台第二ワシントンホテル、仙台ピット（イオン名取）、一番町壱弐参横丁、釜房ダム（釜房大橋）など
- 第49話「乱調」：宮城県仙台市、松島町、塩竈市

ロケ地：松島、松島円通院、福浦島（松島チャイルド王国）、仙台141ビル、伊達割烹、宮城県警塩釜警察署松島交番、松島センチュリーホテル、東北公済病院、仙台中央卸売市場（仙台水産）など
※第49話の劇中に登場した交番は、実際の塩釜警察署の松島交番を使用して撮影された。
※宮城テレビ放送（MMT）でもローカル枠で、ロケ模様を紹介するミニ番組などを制作していた。

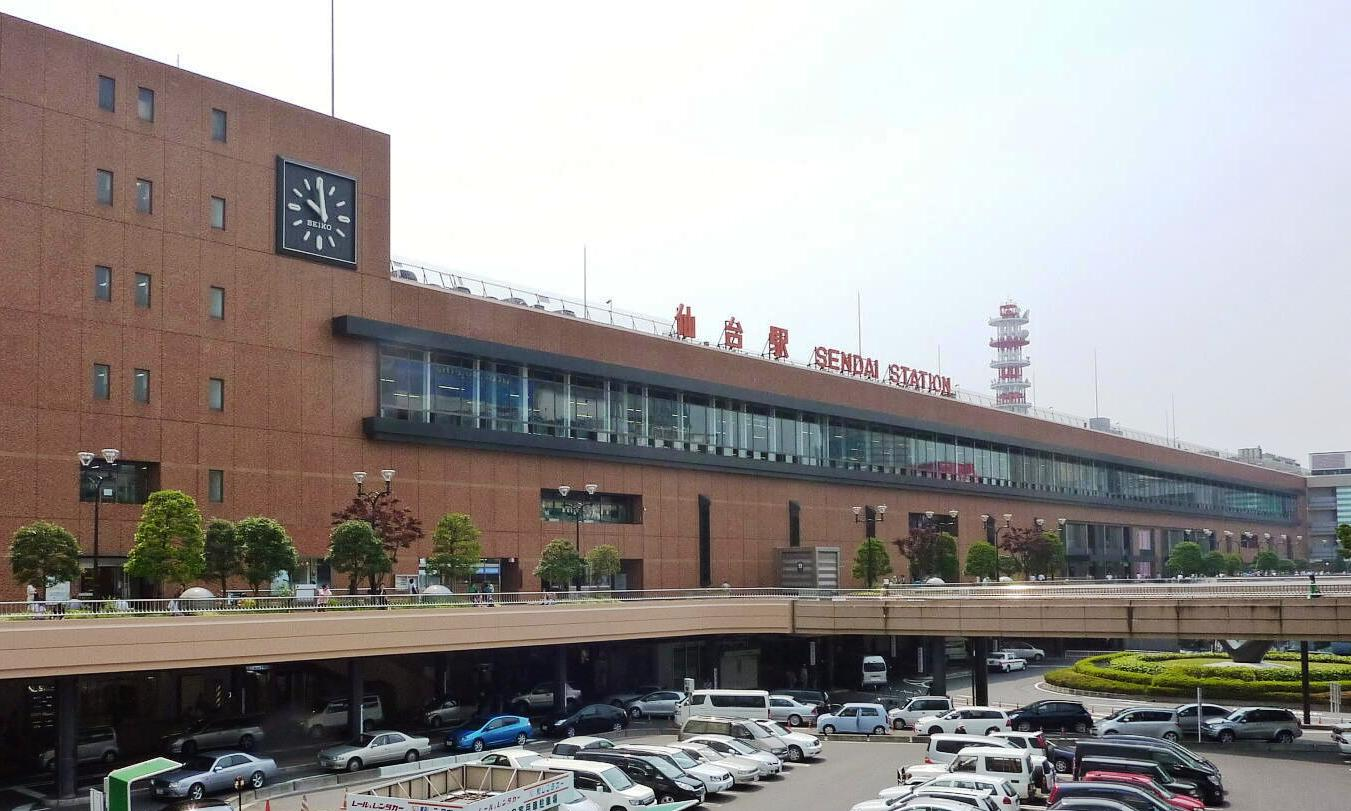
仙台駅西口
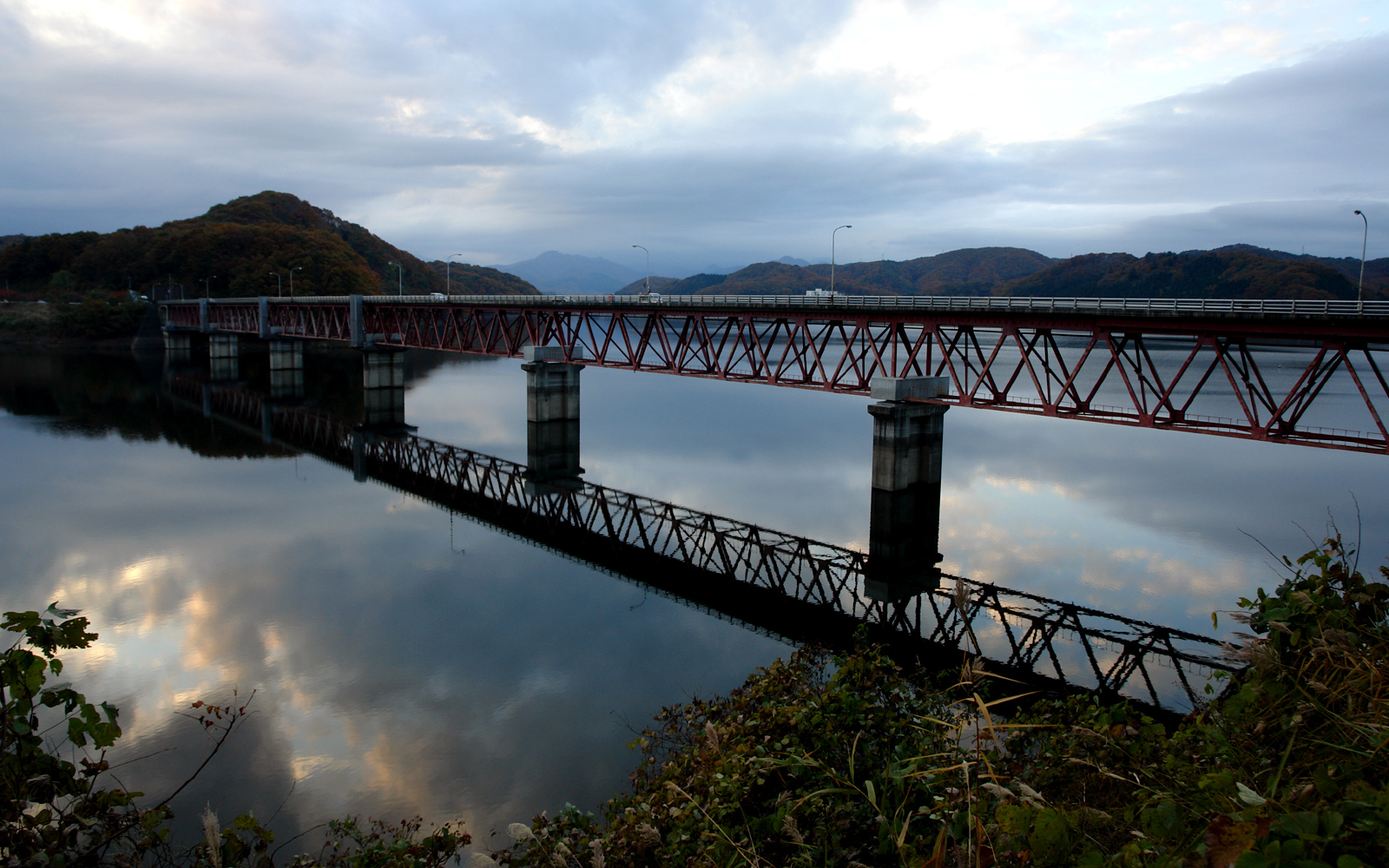
釜房大橋

### もっとあぶない刑事（遠方ロケ）

#### 函館
製作協力：函館市観光課

車両提供：日産プリンス函館販売
- 第11話「結婚」：北海道函館市

ロケ地：湯の川温泉啄木亭、全日空、函館空港、函館山、函館山ロープウェイ、函館港、函館レンガ倉庫街、BAYはこだて、函館ハリストス正教会、旧函館区公会堂、五稜郭、八幡坂通り、有川桟橋、北海道警函館西警察署など
※劇中に登場した函館西警察署は、実際の西署の庁舎を使用して撮影された。

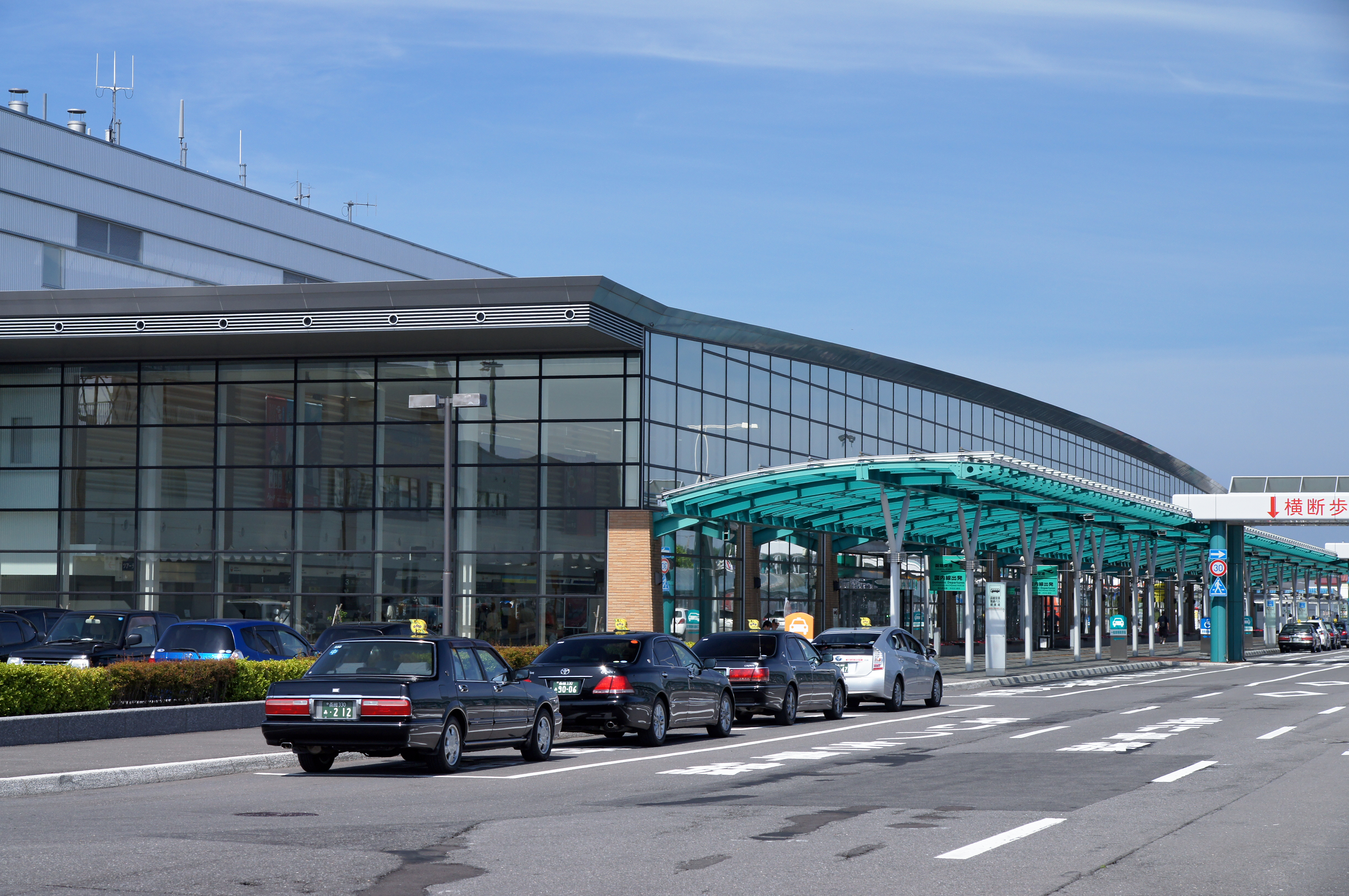
函館空港
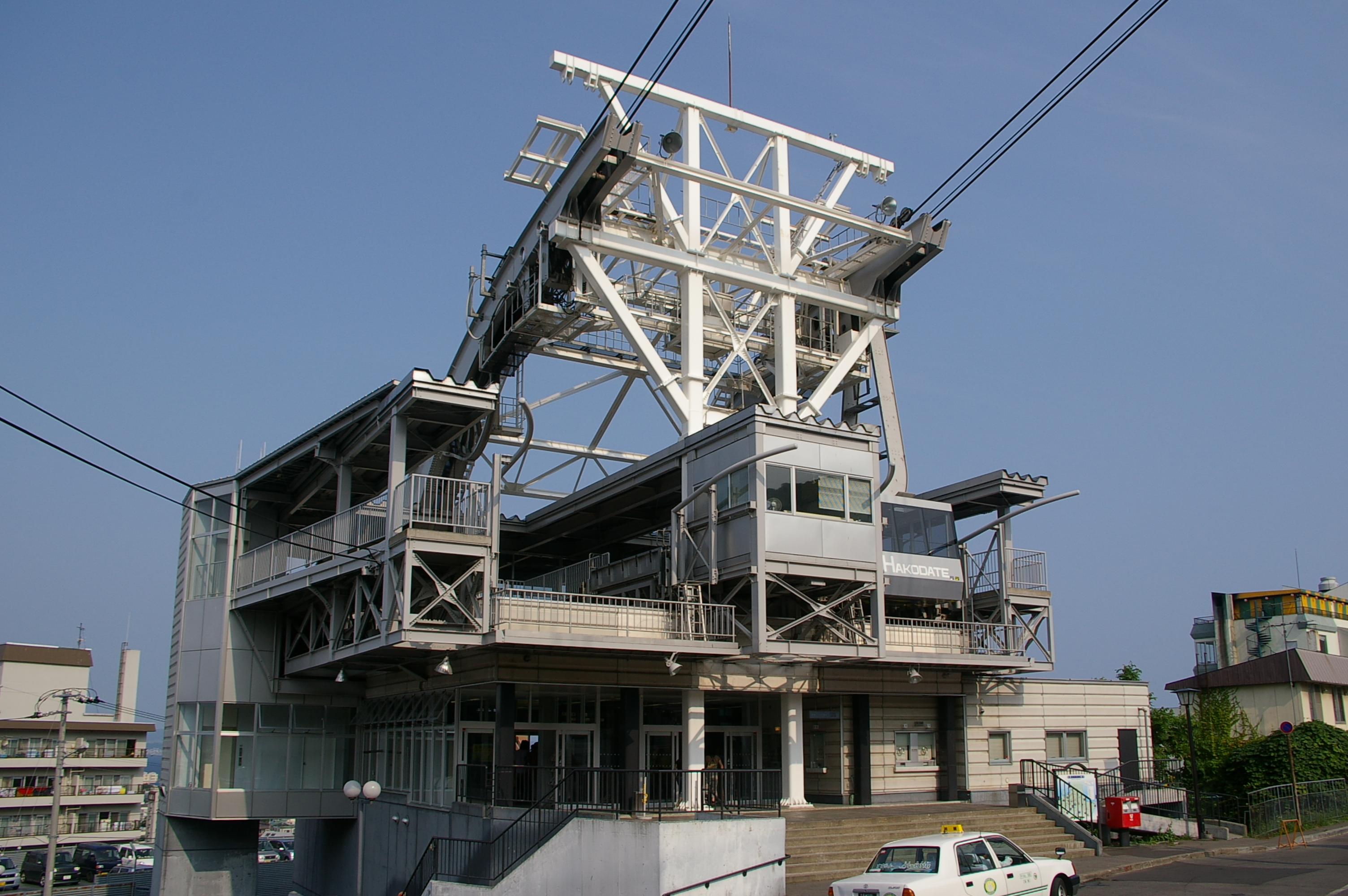
函館山ロープウェイ
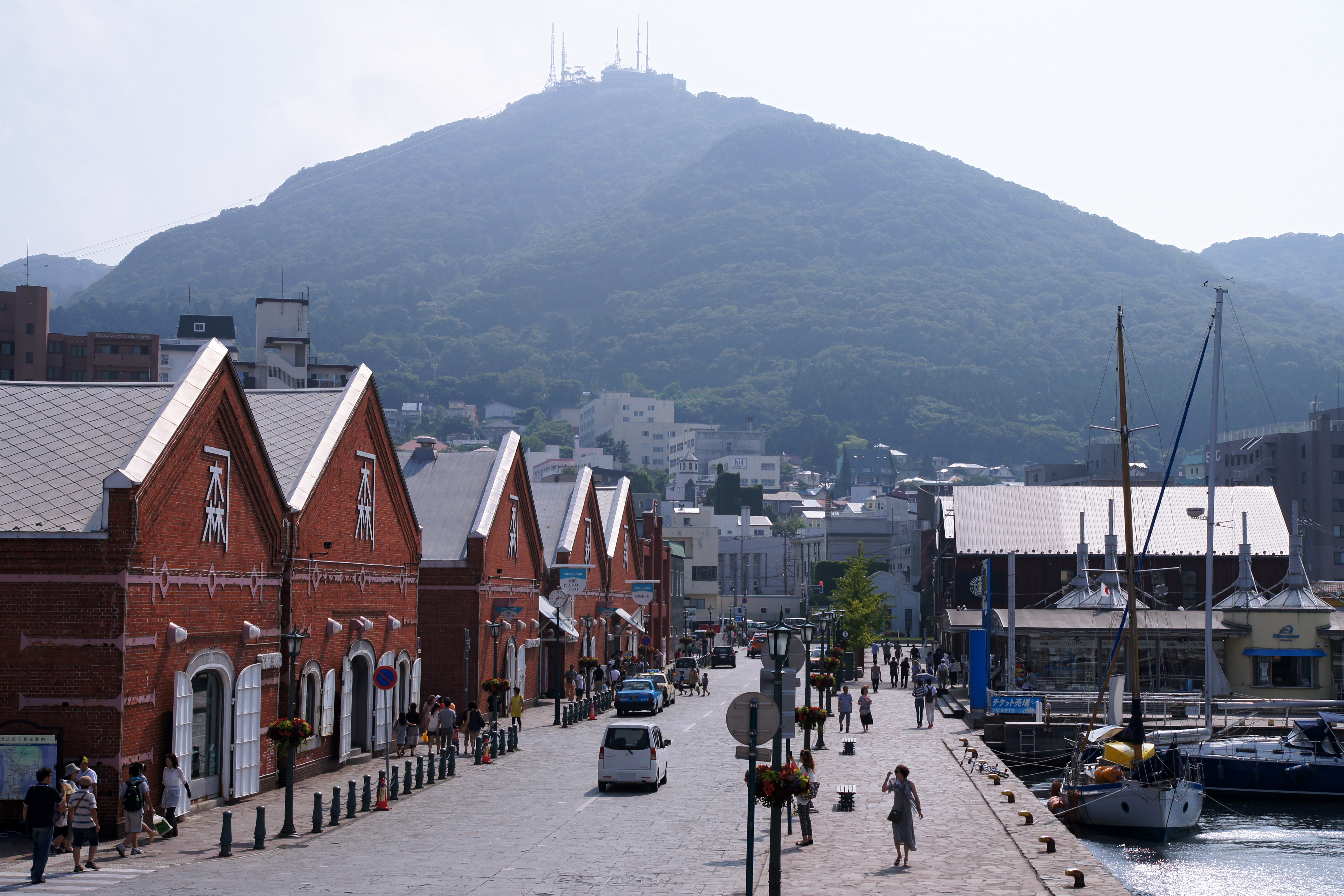
赤レンガ倉庫街

#### 静岡・清水
製作協力：静岡第一テレビ（SDT）、静岡市観光課
- 第18話「魅惑」：静岡県静岡市（現・静岡市葵区、駿河区）、清水市（現・静岡市清水区）

ロケ地：東名高速道路清水IC、日本平、日本平ホテル、清水駅、三保海岸、静岡県警静岡南警察署、静岡観光汽船（現・エスパルスドリームフェリー）、静岡済生会病院、いちごロード（国道150号久能街道）、清水港など
- 第21話「傷口」：静岡県静岡市、清水市（現・静岡市清水区）

ロケ地：静岡ターミナルホテル（現・ホテルアソシア静岡ターミナル）、静岡駅、大崩海岸、静岡南警察署静岡市東豊田警察官派出所、静岡第一テレビ本社、駿府城公園（当時は「駿府公園」）など
※劇中に登場した静岡南警察署及び同署静岡市東豊田警察官派出所は、実際の南署の庁舎及び派出所を使用して撮影された。
※当時、静岡第一テレビではローカル枠でロケ模様を紹介するミニ番組が制作されたり、本社スタジオでは『しずおかプラス1』（『NNNニュースプラス1』のローカルパート）のスタジオセットを使用したロケも行われた。
※なお、このロケ回（第18、21話）は静岡第一テレビ開局10周年記念企画の一環であり、同局の本放送時には放送15秒前からその旨が告知された。

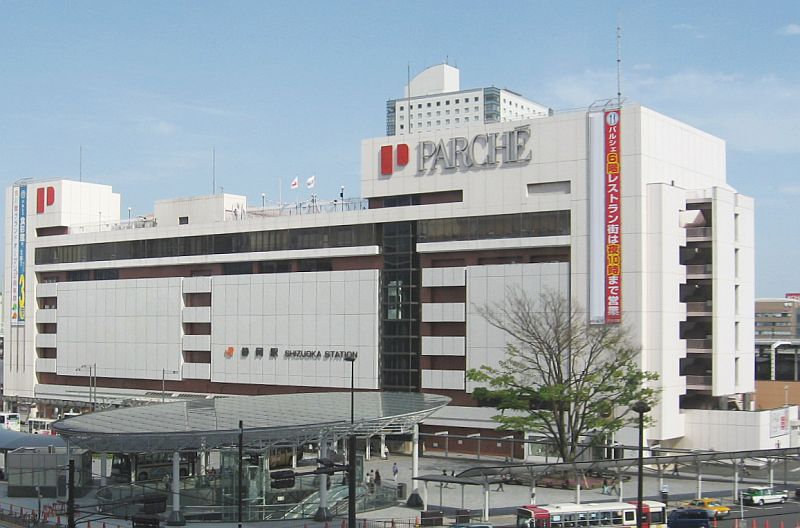
静岡駅北口・駅ビル
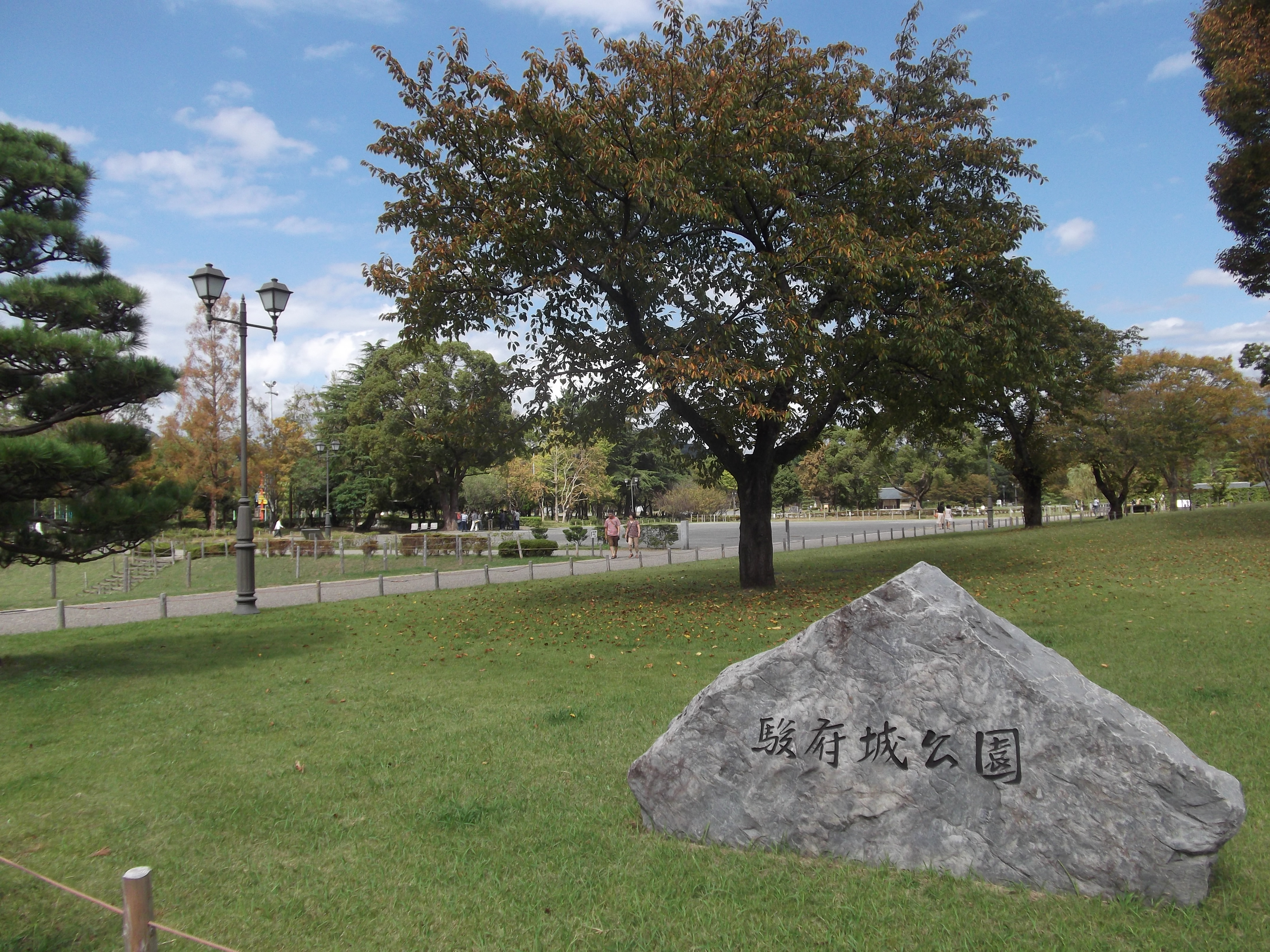
駿府城公園 （撮影当時は「駿府公園」）
静岡第一テレビ・本社社屋 （写真左側の建物は当時と形状が異なる）
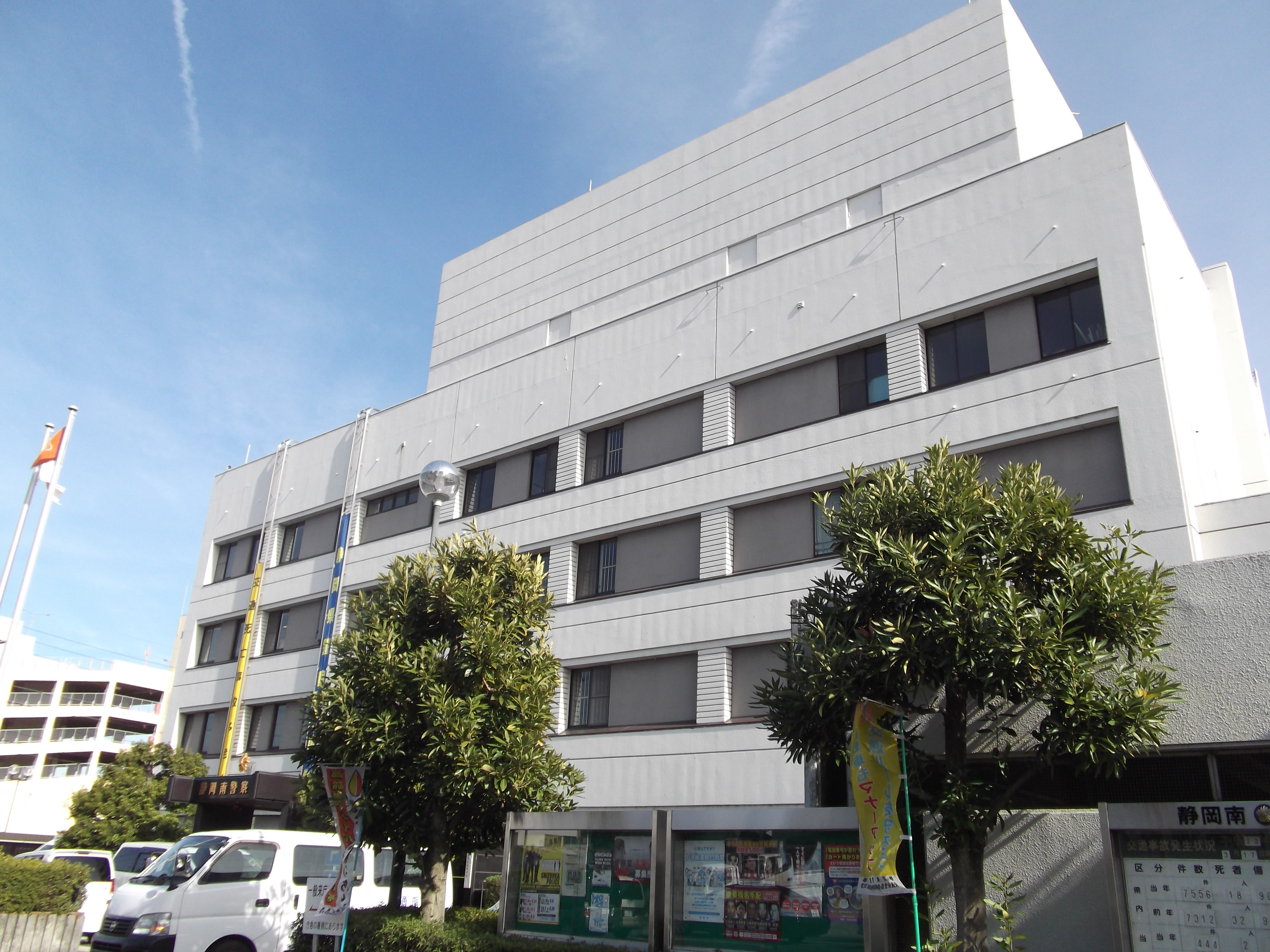
静岡南警察署・庁舎

## 関連商品

### オリジナルサウンドトラック
- サウンドトラック盤（MUSIC FILE含む）は、シリーズ合計で18タイトルが発売された。テレビ第1作より「もっとも」までは、時代が洋楽指向であったため、英語の歌詞の挿入歌が多数使用された。Instrumental楽曲（MUSIC FILE収録）もテレビ第1作・映画第1作・「またまた」・「もっと」まで一貫して同楽曲が使用された。これらの楽曲は一貫して志熊研三によるものだが、「もっとも」では一部が都志見隆作品の楽曲に変わり、これまでの楽曲がほぼ使用されなかった。「リターンズ」より、前作で使用された楽曲が使われなくなり、各作専用の楽曲となった。劇中の挿入歌は英語歌詞楽曲が使用されない方向性が強くなり、Instrumental楽曲の割合が多くなる。「フォーエヴァー TVスペシャル'98」では、前述の志熊が手がけた一部の楽曲がリミックスを施して使用された。毎回ではないが、クラシックでは「亜麻色の髪の乙女」・「月の光」・「パンの笛」などドビュッシーの楽曲が頻繁に使用されている。
  1. あぶない刑事 オリジナル・サウンド・トラック（EPIC SONY）（1986年）[4]
  2. あぶない刑事 オリジナル・サウンドトラック 総集編（EPIC SONY）（1987年）[4]
  3. あぶない刑事 MUSIC FILE（VAP）（1992年）[5]
  4. あぶない刑事 サウンド・トラック（FUN HOUSE）（1987年）[4][6]
  5. またまたあぶない刑事 オリジナル・サウンド・トラック（FUN HOUSE）（1988年）[7][8]
  6. もっとあぶない刑事 オリジナル・サウンド・トラック（FOR LIFE）（1988年）[9]
  7. もっとあぶない刑事 オリジナル・サウンド・トラック & ミュージックファイル（VAP）（2014年）[9][注 10]
  8. もっとあぶない刑事 MUSIC FILE（VAP）（1992年）[10]
  9. もっともあぶない刑事 オリジナル・サウンド・トラック（FUN HOUSE）（1989年）[11]
  10. あぶない刑事リターンズ オリジナル・サウンドトラック（FUN HOUSE）（1996年）[12]
  11. あぶない刑事リターンズ MUSIC FILE（VAP）（2014年）[13]
  12. あぶない刑事フォーエヴァー オリジナル・サウンドトラック（FUN HOUSE）（1998年）[14]
  13. あぶない刑事フォーエヴァー TVスペシャル'98 MUSIC FILE（VAP）（2014年）[13][注 11]
  14. あぶない刑事フォーエヴァー THE MOVIE MUSIC FILE（VAP）（2014年）[13]
  15. まだまだ あぶない刑事 オリジナル・サウンドトラック（BMG JAPAN）（2005年）[15]
  16. さらば あぶない刑事 オリジナル・サウンドトラック（Ariola Japan）（2015年）[16]
  17. あぶない刑事 オリジナル・サウンドトラック スペシャル・エディション（Sony Music Direct）（2023年）[17]
  18. 帰ってきた あぶない刑事 オリジナル・サウンドトラック（Sony Records）（2024年）[18]
- 「映画第1作」「またまた」「もっとも」「リターンズ」のサウンドトラック4枚組セットが1998年に限定発売された。[19]
  1. ABUNAI DEKA THE MUSIC ORIGINAL SOUND TRACK COMPLETE BOX（FUN HOUSE）（1998年）
- TVシリーズ2作品と「映画第1作」〜「フォーエヴァー」までの10枚組セットが2001年に通販のみで販売された（EPIC SONY, VAP, FUN HOUSE, FOR LIFEが垣根を越え統一したジャケットで制作）。[20][21]
  1. ABUNAI DEKA THE MUSIC COMPLETE BOX（BMG JAPAN）（2001年）
- 2005年10月には「まだまだ」公開記念としてBMG JAPANより劇場版旧5作品「映画第1作」[22]「またまた」[23]「もっとも」[24]「リターンズ」[25]「フォーエヴァー」[26]のサウンドトラックが廉価で同時に再発売された[注 12]。
- 各作品の使用音楽の内容は、全編に渡りエンディングは舘の楽曲、挿入歌に柴田の楽曲が使用された。二人の楽曲のみピックアップしたアルバムがある。
  1. あぶない刑事 YUJI THE BEST（FLME）（2005年10月19日）[27]
  2. あぶない刑事 TAKA THE BEST（DefSTAR）（2012年10月24日）[28]
- 映画あぶない刑事公開25周年記念の一環として、ネット限定でVAPより発売されているMUSIC FILE2タイトルよりセレクトした楽曲を伝説のアクションドラマ音楽全集『あぶない刑事MUSIC FILE -Digital Edition-』として配信した（MP3）。
- 「さらば」の公開記念として、「まだまだ」までの全作品のオリジナル・サウンドトラックを完全復刻した10枚組BOXセットが完全生産限定盤で発売された。スペシャル・ディスクには「さらば」のサントラ盤に未収録の楽曲も収録された。また、オリジナルLP発売盤は紙ジャケ、オリジナルCD発売盤はプラケースで、それぞれに付属の帯まで当時のものが再現された。紙ジャケとプラケースが混在する形態でのCD-BOXは、あぶない刑事が初めてだった。[29][30][31]
  1. あぶない刑事 ORIGINAL ALBUM COMPLETE（GT music）（2016年）
- 「あぶない刑事」のテレビ放映30周年の集大成企画として、放映開始日と同日である10月5日にノンストップアルバムが記念リリースされた。<YUJI SIDE>と<TAKA SIDE>の2枚組ノンストップ・ベストアルバムであり、楽曲がショート・サイズで収録された。[32][33]
  1. あぶない刑事 NON STOP BEST（GT music）（2016年）
- 放送開始30周年を記念して行われた「あぶない刑事 SPECIAL FILM CONCERT」（2016年）のライブアルバムが2017年に発売された。[34][35]
  1. あぶない刑事SPECIAL FILM CONCERT LIVE!（ラッツパック）（2017年）
- 「帰ってきた」のサウンドトラック発売と同日にシリーズの曲をJAZZバージョンで収録したアルバムも発売された。[36][37]
  1. あぶ刑事 JAZZ/安倍潤＆THE SECRETS（Sony Music Japan International）（2024年）

### DVD
《あぶない刑事全事件簿DVDマガジン》
2012年8月28日、講談社（DVD制作：東映ビデオ）より隔週発売。『あぶない刑事』全51話を1巻につき2話（第2巻のみ3話）収録し、収録話に関するエピソード、使用された拳銃・車両、登場人物などの解説が収められた冊子も同梱。映像特典として映画メイキング（地上波Ver.）なども収録されている。全巻購入者には「あぶデカ港署公認 オリジナル手帳」がプレゼントされる。第1巻のみ790円、第2巻以降1590円。DVDはジャケット付トールケースに収納されている。
《あぶない刑事DVD-BOX（1）》
2003年9月21日発売。販売元：東映ビデオ
初回生産限定版（生産終了）。生産終了につき（再発売は行われていない）、入手困難。なお、単品が発売されている。下のあぶない刑事単品シリーズを参照。
- 第1話〜第26話収録
- カラー本編1202分
- 片面2層6枚組
- (1)))1.主音声：モノラル
- 4：3
- DSTD02233

封入特典
- 解説書（24P）

映像特典
- disc5:file of the MINATO Police Department‐Taka&Yuji
- disc6:file of the MINATO Police Department‐others

詳細‐静止画による、それぞれのキャラクター別に、銃・車・バイク・ファッション等を解説
- disc6:臨時発売!TVチャンネル愉快号 もう一度あぶない刑事

詳細‐「もっとあぶない刑事」放送1週間前に放送した「あぶない刑事」のダイジェストや「もっとあぶない刑事」の撮影風景、出演者インタビューを日本テレビ系列で1988年10月1日に放送された1時間番組。演出は成田裕介。
《あぶない刑事DVD-BOX（2）》
2004年1月21日発売。
販売元：東映ビデオ
初回生産限定版（生産終了）
- 第27話〜第51話収録
- カラー本編1155分
- 片面2層6枚組
- (1)))1.主音声：モノラル
- 4:3
- DSTD02234

封入特典
- 解説書（24P）

映像特典
- disc11:file of the MINATO Police Department‐Taka&Yuji
- disc12:file of the MINATO Police Department‐others

《もっとあぶない刑事DVD-BOX》
2004年6月21日発売。販売元：東映ビデオ
初回生産限定版（生産終了）。後に単品発売もされている。
単品DVDシリーズ
DVD-BOX発売から約1年後に発売された。DVDにはディスク2枚が入っている。ディスク1枚につき4話または5話収録。特典映像が付いているためDVD-BOXの内容と大差は無いが、封入特典がついていない。
《あぶない刑事 VOL.1》
2005年6月21日発売。
販売元：東映ビデオ
- 第1話〜第9話収録（9話分収録）
- カラー本編416分
- 片面2層2枚組
- (1)))1.主音声：モノラル
- 4:3
- DSTD06705

《あぶない刑事 VOL.2》
2005年7月21日発売。販売元：東映ビデオ
- 第10話〜第18話集（9話分収録）
- カラー本編416分
- 片面2層2枚組
- (1)))1.主音声：モノラル
- 4:3
- DSTD06706

Blu-rayBOX
《あぶない刑事 Blu-rayBOX VOL.1》
2022年9月14日発売。販売元：東映ビデオ
- 第1話〜第26話集（26話分収録）
- カラー本編1202分
- 片面2層6枚組
- (1)))1.主音声：リニアPCMモノラル【1080p Hi-Def】
- 4:3
- BSTD20511

封入特典
- ブックレット

完全予約限定特典
- タカフィギュア

《あぶない刑事 Blu-rayBOX VOL.2》
2022年9月14日発売。販売元：東映ビデオ
- 第27話〜第51話集（26話分収録）
- カラー本編1155分
- 片面2層6枚組
- (1)))1.主音声：リニアPCMモノラル【1080p Hi-Def】
- 4:3
- BSTD20512

《もっとあぶない刑事 Blu-rayBOX》
2022年9月14日発売。販売元：東映ビデオ
- 第1話〜第25話集（25話分収録）
- カラー本編1155分
- 片面2層6枚組
- (1)))1.主音声：リニアPCMモノラル【1080p Hi-Def】
- 4:3
- BSTD20513

封入特典
- ブックレット

完全予約限定特典
- ユージフィギュア

## 豆知識

### ロケ現場

#### 横浜
横浜市中区の山手・本牧・根岸エリアやその周辺が主に登場する。他には、中華街・山下公園・元町・馬車道・高島貨物駅・高島埠頭・新港埠頭やその周辺が頻繁に登場する。

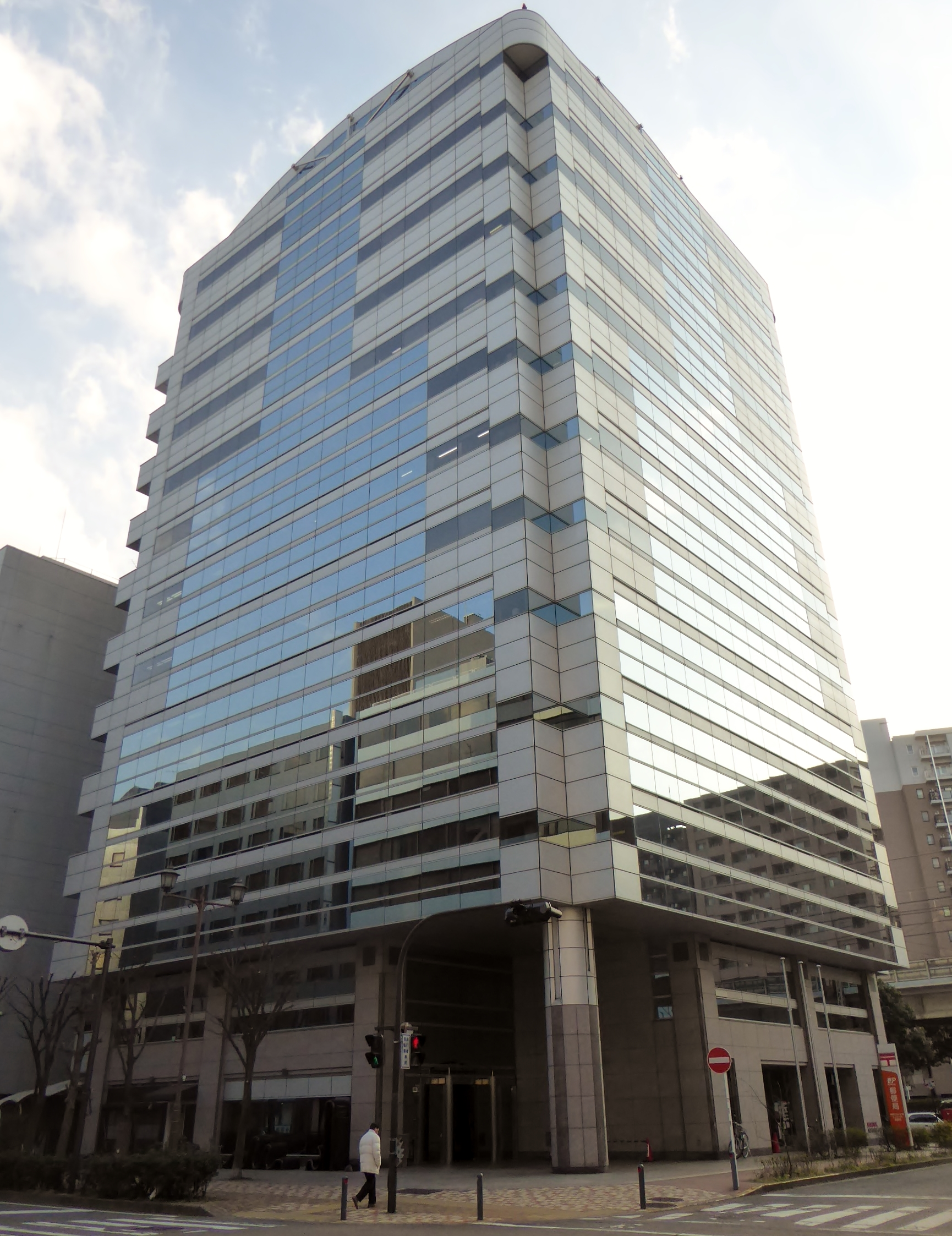
神奈川中小企業センタービル

港警察署として登場する建物の外観は何回か変わる。
テレビシリーズ第1作は中区本牧ふ頭の横浜船員教育センター。外観だけでなく第48話「無謀」では屋上も登場している。ただし、第28話「決断」だけは違う建物を使用した。『さらばあぶない刑事』では横浜水上警察署の外観として久しぶりに登場した。
劇場映画第1作『あぶない刑事』から第3作『もっともあぶない刑事』までは桜木町駅から程近い中区吉田町の大岡川沿いにある千代田生命ビル。現在は建て替えされて、テナントビルになる。また、千代田生命は経営破綻したため、ビルの名前も変更された。
劇場映画第4作『あぶない刑事リターンズ』から劇場映画第5作『あぶない刑事フォーエバー』までは中区本牧ふ頭の港湾職業能力開発短期大学校横浜校（愛称：ポリテクカレッジ横浜港または横浜港湾カレッジ）。テレビシリーズ第2作の「争奪」では、犯人を追跡するシーンで外観が登場した。また、『あいつがトラブル』では横浜港街警察署として、『俺たちルーキーコップ』では中浜警察署としてそれぞれ登場する。
劇場映画第6作『まだまだあぶない刑事』は港北区新横浜の「カリモク新横浜ショールーム」。
劇場映画第7作『さらばあぶない刑事』は関内の「神奈川中小企業センタービル」。ここでは外景撮影のほか、多目的ホールに港署1Fフロアのセットを組み、ロケ撮影の形で刑事部屋のシーンが撮られた。
2012年現在、本牧の米海軍住宅跡地はショッピングモールや住宅街として、高島貨物駅・高島埠頭・新港埠頭は横浜みなとみらい21として再開発され、テレビシリーズ当時の面影は段々と少なくなっている。

#### 東京周辺各地
警察署内などのセット撮影は『もっともあぶない刑事』までは東京都調布市のにっかつ撮影所、『あぶない刑事リターンズ』から『まだまだあぶない刑事』までは練馬区の東映東京撮影所で行われていた。
テレビシリーズから『あぶない刑事フォーエヴァー』まで港警察署1Fフロアの内装の雰囲気はほぼそのままであるが、オレンジ色の内装になっていた。『まだまだあぶない刑事』では基本構造に変化はないが、天井が高くなっている。
テレビシリーズから『もっともあぶない刑事』までの作品で、犯人との銃撃戦やアジトなどのシーンでかなり頻繁に登場したのが、横浜市中区本牧の米海軍住宅跡地（セリフでは本牧基地跡）である。ただし、テレビシリーズが始まった1986年には、再開発計画が進んでおり、そのほとんどがすでに更地になっていた（テレビシリーズ第1作の第26話「予感」の尾行シーンでその造成地を通っている）。そのため、同跡地という設定で実際のロケに使用されたのは、埼玉県朝霞市の米陸軍キャンプ・ドレイク跡地であった。

#### その他
劇場映画第1作『あぶない刑事』では、長崎県の大島造船所で終盤の対決シーンが撮られた。『あぶない刑事フォーエヴァーTHE MOVIE』では、日本石油（現：ENEOS）の協力で、同社の喜入基地にて終盤の石油タンカーでのシーンが撮られた。2000年代に入り、横浜市内や東京近郊でのカースタントシーンの撮影が困難になったことから、『さらばあぶない刑事』では諏訪市や四日市港で、『帰ってきたあぶない刑事』では神戸市のポートアイランドで大規模なアクションシーンが撮られた。

### 銃器関係
- 『あぶない刑事リターンズ』や『あぶない刑事フォーエバー』では、大下、鷹山共に同じ形状のハーネスのホルスターを使用。この理由としては当初、鷹山のガバメント用のホルスターは、『刑事貴族』や『代表取締役刑事』のようにヒップホルスターが製作されていたが、『あぶない刑事リターンズ』のクランクイン直前に舘本人より「あぶない刑事の鷹山はやはりショルダーホルスターがよい」ということで急遽ショルダータイプが製作されたため、ハーネス部分を大下の物を流用して使うことでなんとかクランクインに間に合った。また、大下のみ『まだまだあぶない刑事』でも継続して同じハーネスを使用している（ホルスター部分は全くの別物）。
- 『まだまだあぶない刑事』で鷹山が使用していたガバメントのホルスターは、『西部警察SPECIAL』で鳩村団長が使用する予定の物を使っている。
- 近年作の鷹山の銃と言えばコルト・ガバメントのカスタムであるが、シリーズ第1作では、ヤクザから奪ってガバメントを使用していたこともある。また大下も、ガバメントのミリタリーモデルやコマンダーをはじめ、コルト32オートやブローニングM1910などのブローバックモデルを使用したことがある。
- 使用銃の選定に関しては、舘からは細かいオーダーが出て仕様が決まっていくが、柴田からは特に使用銃の注文はなく、ガンアドバイザーが大下と鷹山の2ショットになった時のバランスや、大下のキャラを加味した上で仕様を決めている。
- 銃器関係は、銃器専門の特殊効果チーム「BIG-SHOT」が協力している。鷹山が初期に使用していたM586は3社（MGC、コクサイ、マルシン）の物をシーンにより使い分けていた。また大下がもっとより使用したパイソン（MGC製）や、リターンズから使用したキングコブラ（KSC製）は、発砲用の別プロップでMGC製のトルーパーやローマン等のMK-3フレーム系を改造したカスタムモデルが存在する。
- 町田が初期に使用したS&W M29 4インチの発砲用プロップはMGC製ハイウェイパトロールマン3.5inをベースに作ったカスタム銃であり、鷹山の使用しているボディガードは、コクサイ製M36チーフがベースのカスタム銃である[38]。
- 犯人の使用拳銃もシリーズ初期の頃はコルト32オートやガバメント、コルト・ローマンの4インチモデルが多かったが、後にベレッタM92Fやグロック17、デザートイーグルなど多彩になってきている。
- 二丁拳銃がトレードマークの鷹山だが、テレビ第38話「独断」では、珍しく拳銃を1丁しか所持しておらず、大下、長谷川と暴走族に捕まった際、それぞれの所持弾を抜かれてしまい丸腰になってしまった。
- 「もっとあぶない刑事」では、捜査課の面々の使用する拳銃は全て違う物を使用。詳しくは「あぶない刑事の登場人物欄参照」。
- 『もっともあぶない刑事』冒頭、大下はホルスターにも予備弾が収められているにもかかわらず、弾の補充はスピードローターを使用した。
- 劇場映画では『またまたあぶない刑事』から大型銃器も使用している。町田が大下・鷹山の2人に提供するパターンだが、『あぶない刑事リターンズ』では深町課長が提供している。

### タイアップ・スポンサー関係

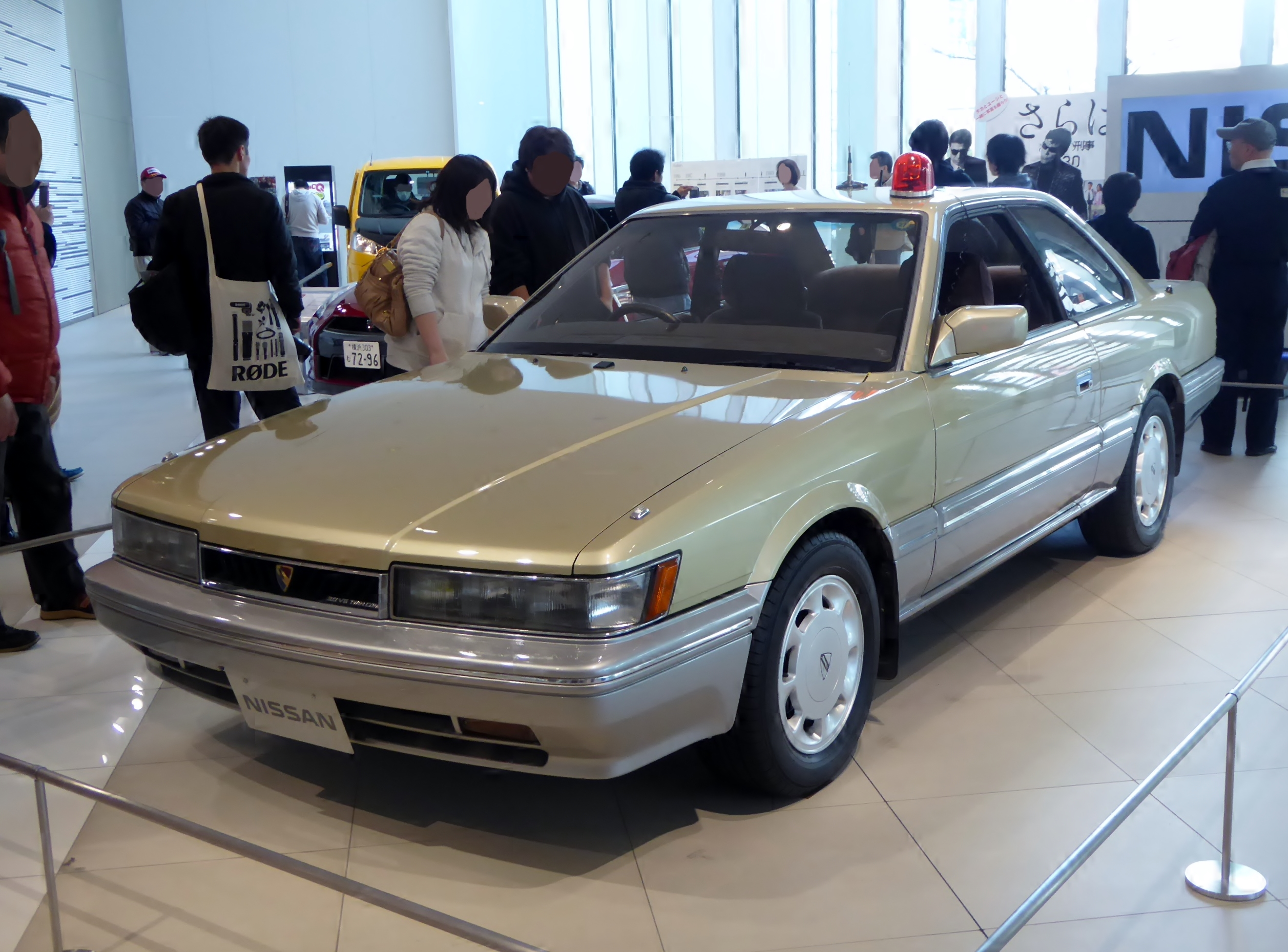
F31型レパード

- 劇中に登場する捜査車両は前述の通り、F31型レパードをはじめ、すべて日産車であった。しかし、舘が当時スズキ・カルタスのCMに出演していたことに加え、契約終了後もなんでもできるスーパー刑事というキャラクターを嫌ったことから車両の運転は大下をはじめとする相方に任せることとし、鷹山が車両を運転するシーンはシリーズを通して1度もない（これらの発言は、『あぶない刑事フォーエバー』の際に舘が自ら語っている）。一方で、市民のバイクを勝手に借りて（なおこれは立派な盗犯行為である）追跡するシーンがある際は、まるで図ったかのようにスズキのバイク（主に使用していた車種はGSX-R750[39] ブラック&レッドツートン）に乗っていた（テレビシリーズ第2作ではカワサキ製のバイクも運転している）。なお、鷹山が唯一運転席に座っているシーンがテレビシリーズ第1作の第11話「奇襲」でほんのわずかだが見ることができる（目撃者の女性に事情聴取をレパード車内で行っていた際）。

捜査車両などについてはあぶない刑事の劇用車を参照
- ドラマ放映当時、大阪市の中堅事務機器メーカー・くろがね工作所の事務用デスクなどが収録用に使われていた（エンドロールの協力会社枠にクレジット表記あり）。
- 太陽石油（現在のブランド名はSOLATO）は放送当時、番組スポンサーでもあり、本編では太陽石油の給油所でロケが行われたり、テレビシリーズ第1作の松山ロケでは松山市内にある同社の給油所や菊間町（現・今治市）の製油所前で撮影を行っている。
- 電気機器関係機材協力はテレビシリーズ第1作から『またまたあぶない刑事』までが番組メインスポンサーのリコー（同社が当時、持たない録音機材などは主にソニーを使用）、テレビシリーズ第2作から『もっともあぶない刑事』、『あぶない刑事フォーエバーTHE MOVIE』が三菱電機（テレビシリーズ第2作では、番組スポンサーも兼ねていた）、『あぶない刑事リターンズ』がNEC、『あぶない刑事フォーエバーTV SPECIAL'98』、『まだまだあぶない刑事』が富士通であった。なお、『あぶない刑事リターンズ』では当時、舘が富士通のOASISのCMに出演していたことから、鷹山が指を舐めて画面操作しようとしたところを大下に「指タッチじゃねぇんだぞ」と突っ込まれるシーンが存在する。また、柴田がイメージキャラクターを務めた日本信販（現・三菱UFJニコス）のNICOSカードやフィリップモリスのメリットも、劇中でNICOSカードやステッカーの張られた店、メリットを吸うシーンが登場している。
- テレビシリーズ第1作からテレビシリーズ第2作の放送期間中、舘が大塚製薬のポカリスエット、柴田がポッカ（現・ポッカサッポロフード&ビバレッジ）のポッカコーヒーのCMにそれぞれ出演していたことから、お互いの飲み物を交換して飲むシーン等が登場している。

### パロディ
本作品は20年以上にわたる人気作品となったため、以下のパロディ作品が存在する。
- 『もっとあぶない刑事』本放送中、『とんねるずのみなさんのおかげです』（フジテレビ系）内に「ちょっとあぶない刑事」というパロディーコントコーナーがあった。めちゃくちゃな英語ばかり使い、取りあえず格好をつけているタカ（石橋貴明）と、柴田のモノマネの際よく使われるセリフである「関係ないね」「行くぜ」「ウェイカップ」をことあるごとに連呼するノリ（ユージ/木梨憲武）が通行人相手に突然イタズラしたり、時には本家以上にあぶない行為に走ったりという内容だった。また『もっとあぶない刑事』では、柴田によるとんねるずネタもアドリブで多発（ぶっとばすぞー、タカさーんチェックなど）し、ギャグが相互乗り入れしていた。
- 『志村けんのだいじょうぶだぁ』（フジテレビ系）内では志村けん・田代まさしによるコントが行われた。田代は柴田のモノマネをしているが、志村はモノマネをしていなく白髪混じりの中年刑事。パターンはいくつかあり、田代が成功パターンに対し志村が失敗パターン（オチ）になっている。放映時はオリジナルサウンドトラックTV盤が使用されていたがDVD収録の際は別曲に差し替えられているため、志村が曲に合わせてボケるというネタが成立していない。
- 『ダウンタウンのごっつええ感じ』（フジテレビ系）内では「寝てない刑事」という題名でパロディコントがあった。ドラマの撮影中に柴田（今田耕司）と舘（板尾創路）とトオル（松本人志）がサングラスを外すたびに女性のギャラリーの歓声やカメラのフラッシュが飛ぶというもの。
- 『ワンナイR&R』（フジテレビ系）内で「あぶないWコージ」というコントコーナーがあった。主人公の二人は（1980年代頃の）吉川晃司と玉置浩二を模したキャラクターだったが、脇役の町田（川田広樹）や真山（蛍原徹）は似せたキャラクターで登場し、シリーズ初期のオープニング映像も再現されていた。
- 『トリビアの泉 〜素晴らしきムダ知識〜』（フジテレビ系）において、「メガネドラッグの社員は全員メガネをかけている」というトリビアが紹介された際、VTRが同番組の第1シリーズオープニングを意識した作りとなっていた。
- 2011年6月7日に放送された『リンカーン』（TBS系列）では｢（芸能人の）プロフィールは本当か!?｣で｢あぶないプロフィール刑事｣を放送したが、コーナーオープニングは、本家に似せた作りだった。また、番組出演者も本家に扮した。
- 2019年配信のWebドラマ『つばめ刑事』は、オープニング映像が本作のオープニングに似せた作りになっている。また、本作で田中文男役を演じたベンガルが出演し、本作と同様に扇子を手に持っている。
- 2021年4月より放送された日曜ドラマ『ネメシス』（日本テレビ系）に登場する刑事コンビの千曲鷹弘と四万十勇次は、ともにサングラスを掛け、タカ、ユージと呼ぶなど当作のオマージュ色が強い。また、町田透を演じた仲村トオルも出演している。
- 2021年3月9日に放送された『おそ松さん（3期）』（テレビ東京系）22話「やりたい刑事」では、長男おそ松が扮する「オソ山」と五男十四松扮する「ジュー下」が、「関係ないね」や、「俺たちから逃げ切れた奴は一人もいないんだ、レディを除いて」などの名言を連発しつつ、オープニングやカーアクション（自損）、ガンアクション（犯人は既に逮捕後）、撃たれ（てはいないが）た後の介抱などを連発し、テレビドラマ版を彷彿させるパロディが展開された。他の兄弟達やトト子も、トオルやカオル、課長役等をそれぞれ演じていた。終盤では、オソ山とジュー下がお互いに視線を送りながら走り、最後は埠頭で二人が同時にハイジャンプするシーンも再現していた。

### その他
- 企画段階では、舘と三田村邦彦のコンビだったが[40]、黒澤満の意向で舘と柴田に変更された。
- 番組立ち上げ時、舘と柴田では年齢、キャリア共に舘が格上であった。このため、公の場では舘は「柴田くん」、柴田は「舘さん」と呼称していた[41]。これにファンが違和感を覚えていることを知った舘が、途中から柴田に「恭サマ」というあだ名をつけてこう呼ぶようになった。
- 劇中で主役二人が物事をどちらがやるか（または、面倒なことをどちらが処理するか）を決める際にはコイントスを多用していた[注 13]。これはテレビシリーズ第1作の前番組であった『誇りの報酬』の流れを受け継いだ物だった。また、初期は真面目に裏表を当てることにより物事を決めていたが、途中よりコインを投げる鷹山が手品と思わしきトリックを使ったり（500円玉を途中で100円玉にすりかえるなど）、硬貨に関するマメ知識を披露すること（クォーターに書かれている鳥は鷲であって、鷹ではないなど）によって、戦わずして鷹山が勝つ図式ができ上がっている。
- テレビシリーズ第2作の第11話「結婚」は当初、別の副題が用意されていたが、舘が「僕、結婚します」のセリフとともに終わりの演技を変えてしまい、その後プロデューサーに提案して変更になったという経緯を持つ。

- テレビシリーズの副題は全て二字熟語になっているが（最近では、劇場映画のDVDのチャプタータイトルも二字熟語で表されている）、これは、その回の大下と鷹山の行動理念を現したものであるといわれる（全76話、全て違う副題が付けられている）。また、『あぶない刑事フォーエヴァー』は、『TV SPECIAL'98』には“点火”、『THE MOVIE』には“爆発”という副題が添えられていた。
- テレビ第1シリーズとテレビ第2シリーズは同じオープニング映像と予告のジングル映像を使っているが、予告のタイトルバックの映像のみ別の物を使用している。
- 本シリーズでは御法度とされていた演出があり、主演の舘によると「このドラマでは、刑事物特有の悲壮感を常に否定して行きたい」という一言により、レギュラー出演者の殉職展開は一切なく、主人公2人も過去何度も生命の危機に瀕する事態に陥りながらも毎回何事もなかったかのように生還し、その様子も回を追う毎に奇抜な描写へとエスカレートしていった。降板したレギュラー陣も異動や退職といった経緯の説明をする場面も、近藤課長を除くと「まだまだ-」まで皆無（少年課の愛川や鑑識課の安田が初の事例）であり、唐突に劇中から姿を消すのが通例だった（捜査課の吉田や虎井、少年課の鈴江、交通課の河野、警ら課の武田など多数）。
- 港警察署の署長や県警本部の幹部が登場することは非常に少ない。港警察署の署長に至っては『あぶない刑事フォーエヴァー』まで一度も本編中で姿を見せていない。なお、テレビ第1作第4話「逆転」時点において署長の名前が河野健男ということが、大下が書いた始末書で確認することができる。
- 1987年には日本PTA全国協議会が選出した「ワースト番組（現：子供に見せたくない番組）」の10番組の一つに挙げられた。ドラマでは1985年の『毎度おさわがせします』（TBS）以来のランクインである。

## 関連作品
- あきれた刑事 - テレビシリーズ第1作終了後に日本テレビ水曜20時枠で放送された時任三郎と永島敏行主演による刑事ドラマ。前述のように当初は第1作の後番組として準備された作品であり、小説版をはじめとした関連商品などでは同作を『あぶない刑事』の後継シリーズと謳っていた。
- 勝手にしやがれヘイ!ブラザー - 柴田恭兵と仲村トオル主演によるセントラル・アーツ製作のアクションドラマ。
- 特捜刑事マイアミ・バイス - ファッション性やトレンディドラマ風の演出の刑事ドラマの先駆け。日本では本番組と同時期スタートであるが制作国アメリカでは1984年から放送。
- あぶない刑事にヨロシク - 本作を題材として2016年に本多劇場で上演された舞台作品で、作・演出は細川徹。タカとユージに憧れる“そんなにあぶなくない”タナカとヨシダを皆川猿時と荒川良々が演じた[42]。